# Équipe du Togo de football à la Coupe du monde 2006
Vous lisez un « bon article » labellisé en 2022.
Le parcours de l'équipe du Togo de football à la Coupe du monde 2006, organisée en Allemagne, constitue la première participation du pays à la compétition. Éliminée au premier tour, la sélection togolaise termine dernière du groupe G derrière la France, la Suisse et la Corée du Sud.
La participation des Togolais fut fortement perturbée par des problèmes de versement de primes, qui instaurent des tensions au sein de l'équipe et de l'encadrement technique dès janvier 2006.
Durant les éliminatoires, les Togolais sont successivement dirigés par le Brésilien Antônio Dumas, par le Nigérian Stephen Keshi, en place lors de la Coupe d'Afrique des nations 2006 puis, à partir de février 2006, par l'Allemand Otto Pfister. Le 9 juin, quelques jours avant le début du tournoi, ce dernier démissionne. L'intérim est assuré par son adjoint togolais Kodjovi Mawuéna. Pfister revient toutefois sur sa décision le 12 juin.
Pendant la compétition, les Éperviers (surnom de l'équipe du Togo), pourtant menés par leur attaquant vedette Emmanuel Adebayor, n'inscrivent qu'un seul but et connaissent trois défaites. Ils terminent ainsi derniers du groupe et antépénultièmes dans le classement des sélections lors de ce Mondial.
Plusieurs années après, malgré les péripéties, la « génération 2006 » des Éperviers suscite une nostalgie de la part des Togolais en raison des mauvaises performances sportives ultérieures de la sélection, qui ne s'est depuis pas requalifiée pour la Coupe du monde et ne s'est qualifiée qu'une seule fois pour les quarts de finale de la Coupe d'Afrique.

## Une qualification inédite

### Matchs de qualification
Lors de la précédente campagne de qualification pour un tournoi continental, le Togo termine deuxième du groupe 5 des éliminatoires de la Coupe d'Afrique des nations 2004, derrière le Kenya. Le meilleur deuxième de tous les groupes des éliminatoires est qualifié, ce qui n'est pas le cas du Togo mais du Zimbabwe. Cet échec sera imputé au sélectionneur brésilien Antônio Dumas.
Néanmoins, il continue son travail pour les éliminatoires de la CAN 2006 ainsi que celles du Mondial 2006. Après six tentatives pour se qualifier pour une Coupe du monde, le Togo (96e du classement FIFA du 22 octobre 2003) s'y lance pour la septième fois.

#### Premier tour difficile contre la Guinée équatoriale

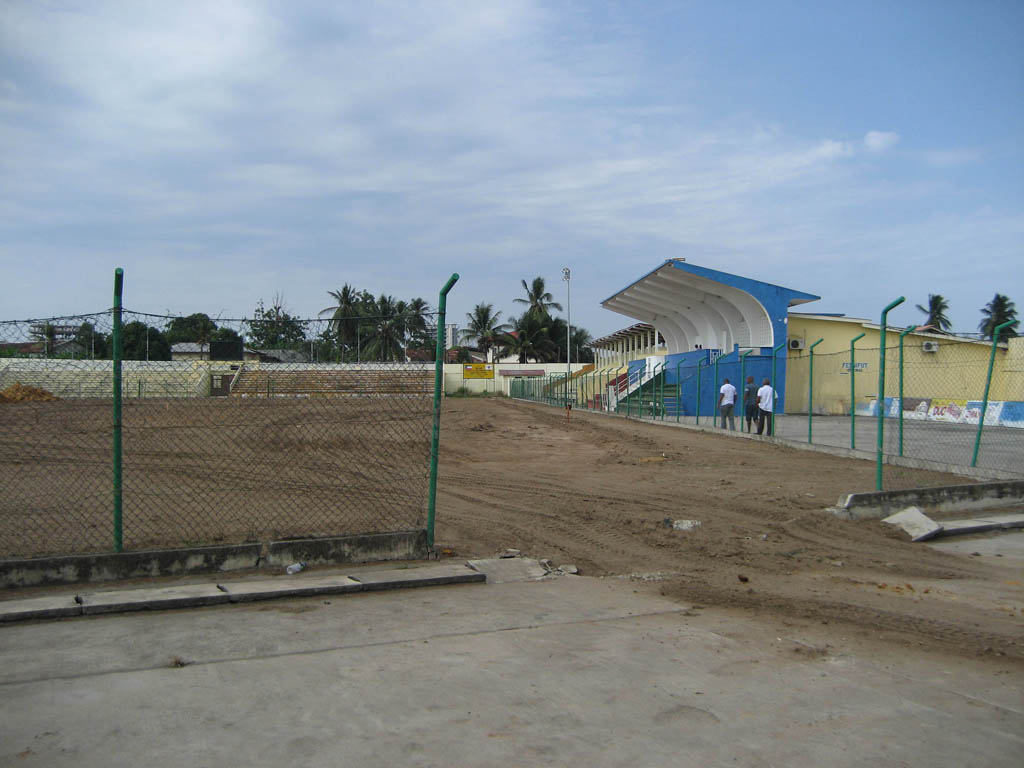
L'Estadio de Libertad de Bata où l'équipe du Togo dispute son premier match de qualification le 11 octobre 2003 (ici en 2010).

Les éliminatoires de la Coupe du monde 2006 servent aussi pour la Coupe d'Afrique des nations 2006. Ne faisant pas partie des neuf meilleures équipes africaines, le Togo dispute un premier tour contre l'équipe de Guinée équatoriale (surnommée Nzalang Nacional) qui participe aux éliminatoires d'un Mondial pour la deuxième fois de son histoire.
Le sélectionneur brésilien Antônio Dumas sélectionne alors treize Brésiliens pour les naturaliser Togolais pour l'occasion mais seulement six le seront (Hamílton,, Mikimba, Bill, Fábio Oliveira, Cris et Fabinho,).
Il estime que cela va combler le manque de légitimité de la sélection togolaise sur le plan international. Et pour mieux faire accepter cela, Antonio Dumas dira en 2004 : « Comme mon objectif était d'aller à la Coupe du monde, j'ai pensé à ramener quelques joueurs brésiliens afin qu'ils puissent faire progresser l'équipe. J'ai fait mon possible pour ramener des joueurs noirs afin d'éviter les contrastes avec la population locale (sic). J'avais envie de joueurs de qualité qui s'adaptent facilement à la culture locale, et c'était un point qu'il fallait prendre en compte. Ils ont permis à l'équipe de progresser naturellement, et les gens ont commencé à les voir comme des vrais Togolais, des citoyens à part entière. ». Cela lui valut alors de nombreuses critiques au Togo, le qualifiant de « colonisateur brésilien ».
Le match aller en Guinée équatoriale, le 11 octobre 2003, est perdu par les Éperviers qui concèdent un penalty, transformé à la 55e minute par Sergio Barila, s'inclinant sur le score d'un but à zéro. Il s'agit de la première victoire du Nzalang Nacional en éliminatoires d'un Mondial.
Au match retour, le Togo s'impose deux buts à zéro au stade de Kégué de Lomé. Emmanuel Adebayor, attaquant de l'AS Monaco, ouvre le score deux minutes avant la mi-temps et remet les deux équipes à égalité sur la double confrontation. À la 53e minute, Moustapha Salifou, qui joue en club pour le SC Rot-Weiss Oberhausen, marque le deuxième but du match et permet au Togo d'accéder au second tour.
Les résultats cumulés des éliminatoires de la CAN 2004 et du premier tour des éliminatoires du Mondial 2006 amènent la Fédération togolaise de football à licencier le sélectionneur Dumas en avril 2004 et à le remplacer par le Nigérian Stephen Keshi. Hamílton, un des joueurs sélectionnés, estime en effet que « l'équipe manque de discipline malgré des bons éléments ».

#### Second tour: le Togo surprend le favori sénégalais

##### Un groupe relevé

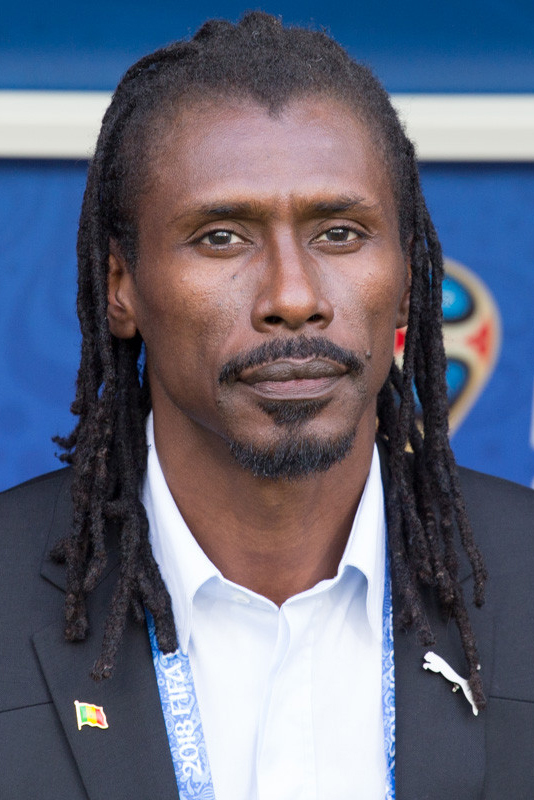
Aliou Cissé, capitaine du Sénégal, grand favori pour la qualification au Mondial.

Le tirage au sort du second tour des éliminatoires de la Coupe du monde 2006 place le Togo dans le groupe 1. Des six équipes du groupe, seule la première du classement final obtient sa qualification pour la Coupe du monde. Par ailleurs, les matchs comptent pour la Coupe d'Afrique des nations, les trois premiers du groupe se qualifient pour la compétition continentale, les trois derniers sont éliminés.
L'équipe togolaise n'est pas considérée comme favorite. Elle est opposée au Sénégal, finaliste de la Coupe d'Afrique des nations 2002 et quart-de-finaliste de la Coupe du monde la même année, grand favori, ainsi qu'au Mali qui a terminé quatrième des CAN 2002 et 2004. La Zambie ne s'est, quant à elle, pas qualifiée pour la CAN 2004, le Liberia ne parvient pas à jouer une CAN depuis 2002 et le Congo depuis 2000. Adebayor, un des joueurs les plus importants de l'effectif, déclare dans un entretien à Onze Mondial en janvier 2006 : « Au début, quand le coach [Stephen Keshi] nous parlait de qualifications pour le Mondial 2006, chacun de nous rigolait. On le prenait pour un doux rêveur... ».

##### Parcours surprenant et tensions au Mali

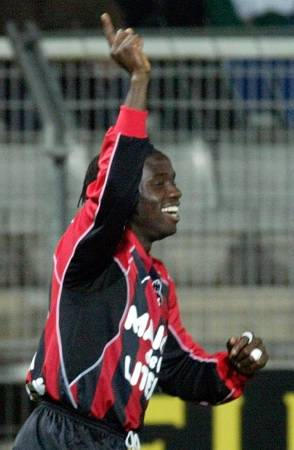
Adékanmi Olufadé, buteur contre le Sénégal en juin 2005.

Le Togo perd le premier match du second tour contre la Zambie (0-1). Les Éperviers gagnent contre les Sénégalais (3-1, 2e journée) à l'aller, puis font match nul (2-2, 8e journée) au match retour alors que les Lions de la Teranga sont largement favoris. Les troisième et quatrième journées voient les Togolais prendre quatre points sur les six.
Lors de la cinquième journée, le 10 octobre 2004 au stade de Kégué de Lomé, le Togo l'emporte contre le Mali (1-0). Néanmoins un drame a lieu en marge du match : une coupure d'électricité provoque un mouvement de foule, causant la mort de quatre personnes.
Lors de la sixième journée, les Togolais se déplacent au stade du 26-Mars à Bamako pour jouer à nouveau contre le Mali. Soumaïla Coulibaly ouvre le score pour les Maliens à la 12e minute. En fin de match, des buts de Moustapha Salifou à la 78e minute et Mamam Cherif Touré à la 91e minute donnent la victoire aux Éperviers sur le score de deux buts à un. Cela déclenche la colère des supporters maliens, mécontents de la défaite et de l'élimination. Ces derniers jettent alors des pierres sur les joueurs togolais puis envahissent le terrain tandis que cette colère se propage dans Bamako durant toute la nuit, amenant des troubles et des saccages. Quant aux joueurs togolais, ils sont obligés de rester des heures dans les vestiaires à attendre que les heurts se dissipent. Adebayor déclare « Nous aurions pu perdre la vie [mais] en fait, on a gagné en force et en caractère ! ».
Les journées suivantes permettent de prendre sept points sur neuf, dont deux victoires contre la Zambie et le Liberia. Avec vingt points en neuf journées, le Togo est leader avec deux points sur le Sénégal.

##### Une dernière journée incertaine et spectaculaire
Le Togo est premier du groupe 1 le 7 octobre 2005 avec deux points d'avance sur le Sénégal et doit nécessairement gagner le dernier match de la journée contre le Congo pour être assuré de jouer la Coupe du monde. Le Sénégal, quant à lui, doit nécessairement s'imposer face au Mali et attendre une défaite des Togolais pour se qualifier en Coupe du monde. Les deux matchs ont donc des enjeux sportifs conjoints, la qualification de l'équipe du Togo et celle de l'équipe du Sénégal dépendent aussi du résultat de l'autre match. Dès lors, initialement prévus le 8 octobre pour le premier et le 9 pour le second, les matchs Sénégal-Mali et Congo-Togo sont finalement joués à la même date et à la même heure, à savoir le 8 octobre à 15 heures à Dakar UTC +0 et 16 heures à Brazzaville UTC +1, afin d'assurer l'équité sportive. Quant au match Liberia-Zambie, il est joué le 1er octobre 2005 et non le 8 octobre en raison des élections présidentielles au Liberia et il est remporté par les Zambiens sur le score de 5-0.
Le classement avant les deux derniers matchs du groupe est le suivant : 
| Équipe  | Pts | J  | V | N | D | Bp | Bc | Diff |
| ------- | --- | -- | - | - | - | -- | -- | ---- |
| Togo    | 20  | 9  | 6 | 2 | 1 | 17 | 6  | +11  |
| Zambie  | 19  | 10 | 6 | 1 | 3 | 16 | 10 | +6   |
| Sénégal | 18  | 9  | 5 | 3 | 1 | 18 | 8  | +10  |

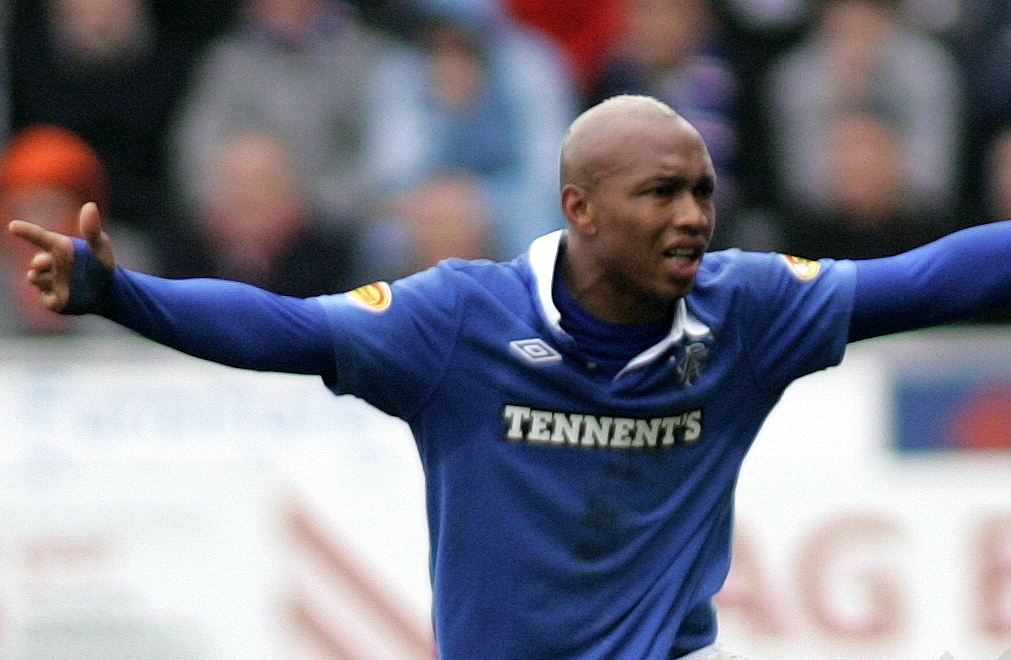
En marquant face au Mali, le Sénégalais El-Hadji Diouf maintient le suspense jusqu'aux dernières minutes des matchs de qualifications pour la Coupe du monde.

L'ouverture du score à la 18e minute au stade Léopold-Sédar-Senghor par le Sénégalais Henri Camara met son équipe et le Togo à égalité parfaite (même nombre de points et différence de buts). Le deuxième but des Sénégalais par El-Hadji Diouf à la 23e minute place temporairement le Togo à la deuxième place. Le but congolais inscrit de la tête à la 26e minute qualifie virtuellement les Sénégalais si le score des deux matchs simultanés en restait là. À la 40e minute, le Togo égalise par Adebayor qui, après être rentré dans la surface de réparation, feinte un centre et tire dans un angle fermé, trompant le gardien congolais. Le Togo est alors temporairement à la deuxième place derrière le Sénégal (un but de retard à la différence de buts).
À la mi-temps, la situation est défavorable aux Togolais : 
| Équipe  | Pts | J  | V | N | D | Bp | Bc | Diff |
| ------- | --- | -- | - | - | - | -- | -- | ---- |
| Sénégal | 21  | 10 | 6 | 3 | 1 | 18 | 8  | +12  |
| Togo    | 21  | 10 | 6 | 3 | 1 | 18 | 7  | +11  |
| Zambie  | 19  | 10 | 6 | 1 | 3 | 16 | 10 | +6   |

Lors de la seconde période, au stade Alphonse-Massamba-Débat, les espoirs s'amenuisent avec le but des Congolais à la 56e minute. Le Togo est mené 2-1 par le Congo à la 55e minute. Au même moment, le Sénégal mène toujours 2-0.

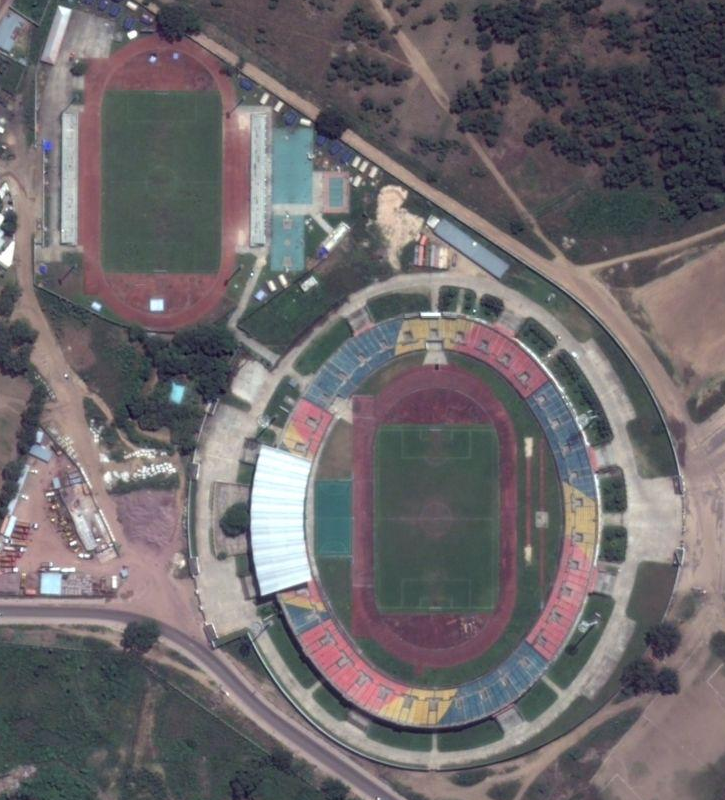
Le stade Alphonse-Massamba-Débat où se déroule le match Congo-Togo.

L'égalisation de Mohamed Kader à la 60e pour le Togo relance le match sur une reprise de volée aux six mètres arrivant dans la lucarne. Malgré le troisième but du Sénégal contre le Mali par Henri Camara, les Togolais prennent ensuite l'avantage contre le Congo pour la première fois du match à la 70e minute. Emmanuel Adebayor reçoit une balle en profondeur, avant de rentrer dans la surface et décaler Mohamed Kader qui, d'un plat du pied, bat le gardien congolais. Plus aucun but n'est ensuite marqué dans les deux matchs. Le Togo est en tête du groupe et qualifié pour la Coupe du monde.
Le classement final est le suivant :
| Équipe  | Pts | J  | V | N | D | Bp | Bc | Diff |
| ------- | --- | -- | - | - | - | -- | -- | ---- |
| Togo    | 23  | 10 | 7 | 2 | 1 | 20 | 8  | +12  |
| Sénégal | 21  | 10 | 6 | 3 | 1 | 21 | 8  | +13  |
| Zambie  | 19  | 10 | 6 | 1 | 3 | 16 | 10 | +6   |
| Congo   | 10  | 10 | 3 | 1 | 6 | 10 | 14 | -4   |
| Mali    | 8   | 10 | 2 | 2 | 6 | 11 | 14 | -3   |
| Liberia | 4   | 10 | 1 | 1 | 8 | 3  | 27 | -24  |

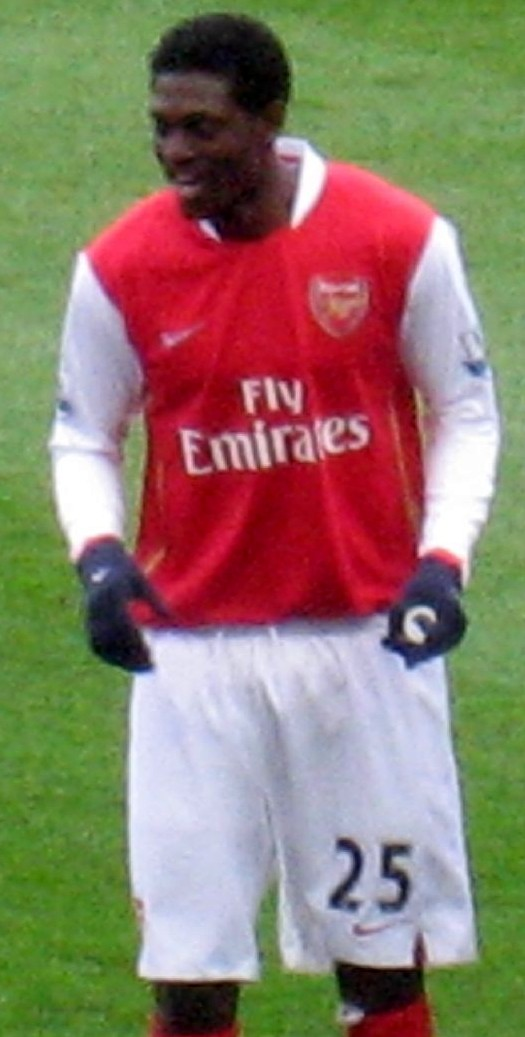
Emmanuel Adebayor, meilleur buteur de la zone Afrique lors des éliminatoires.

Emmanuel Adebayor termine meilleur buteur des éliminatoires de la zone Afrique avec onze buts, égalant la performance de l'Ivoirien Ibrahima Bakayoko lors des tours préliminaires africains de la coupe du monde 2002. En considérant l'ensemble des tours préliminaires au niveau mondial, Adebayor égale le Mexicain Jaime Lozano et le Portugais Pauleta et est devancé par le Trinidadien Stern John (12 buts) et par le Mexicain Jared Borgetti (14 buts).
Grâce à ce second tour, le Togo se place à la quarante-neuvième place du classement FIFA du 17 octobre 2005 .

### Ferveur populaire et contexte politique

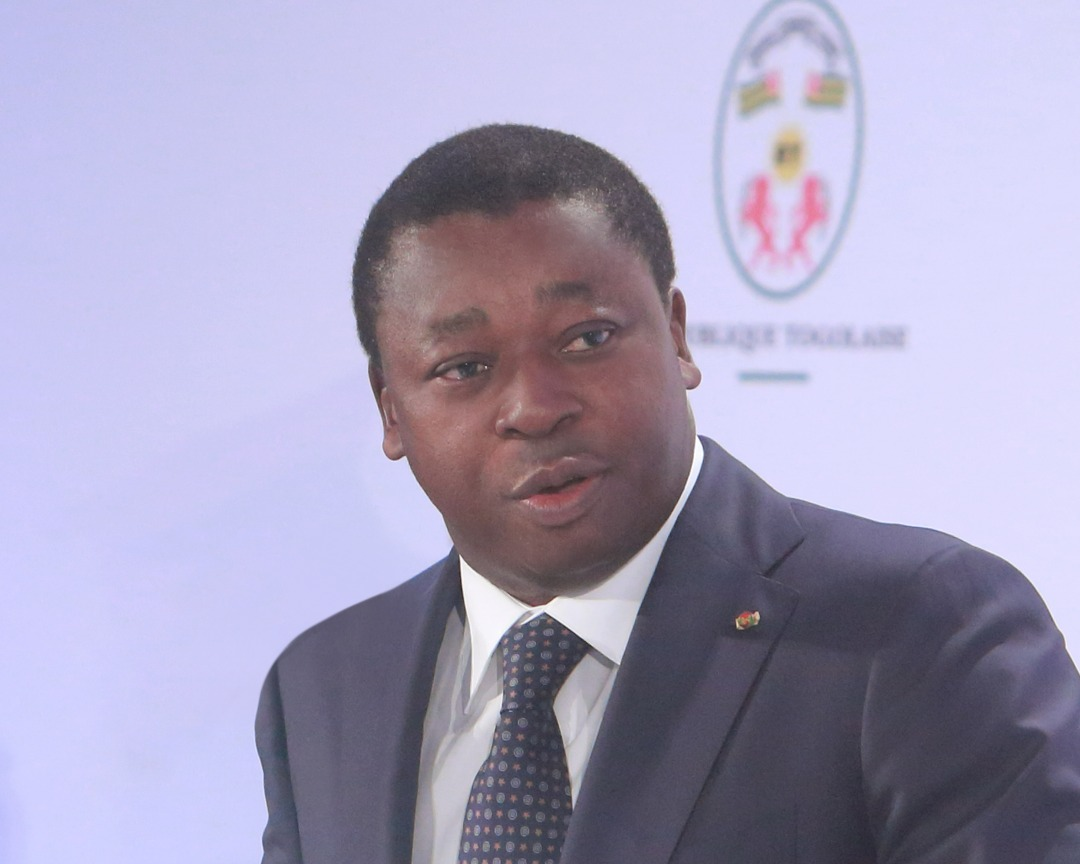
La qualification du Togo au Mondial est une aubaine pour Faure Gnassingbé, président contesté dont l'élection a provoqué des heurts mortels. Il décrète le 10 octobre 2005 comme un jour férié.

La victoire contre le Congo et la qualification inédite pour la Coupe du monde ont un grand retentissement dans le pays. Le 9 octobre 2005, les joueurs sont accueillis à l’aéroport de Lomé dans une ambiance euphorique. Comme en témoigne Jean-Paul Abalo : « ce n'est que quand notre avion a atterri à Lomé que nous avons compris la portée de notre victoire. Jamais une telle foule n'avait été encore rassemblée au Togo. Ça reste un moment inoubliable ».
Ils rejoignent ensuite le stade de Kégué où les attendent près de 30 000 personnes. Parmi elles, on retrouve les plus hautes autorités togolaises dont le président de la République du Togo Faure Gnassingbé qui ouvre la cérémonie d’hommage à l’équipe nationale. Ce dernier salue la qualification des Éperviers qui permet au Togo « d’entrer dans la cour des grands ». Il s’empresse de décréter le lundi 10 octobre 2005 comme un jour férié en hommage aux Éperviers. À l’issue de la cérémonie, les supporteurs togolais envahissent les rues de Lomé pour célébrer l'événement. Il s'ensuit des scènes de joie dans le pays. À l'international, le quotidien français Le Monde salue une « qualification historique ». Des groupes de musique enregistrent des titres à la gloire de leur équipe comme Toofan avec les chansons OGBRAGADA et 2006.
Ces images de joie contrastent, avec les scènes qui ont eu lieu quelques mois plus tôt dans le pays. La mort du président Gnassingbé Eyadema le 5 février 2005 avait entraîné des élections et la proclamation de la victoire contestée de Faure Gnassingbé le 26 avril, ce qui avait provoqué une réaction violente de nombreux jeunes adversaires du régime, causant la mort de 154 d'entre eux, selon la commission d'enquête officielle togolaise, 400 à 500 personnes selon l'ONU, et 1 000 personnes, selon la Fédération internationale pour les droits humains.

## La quête difficile pour constituer la liste des 23

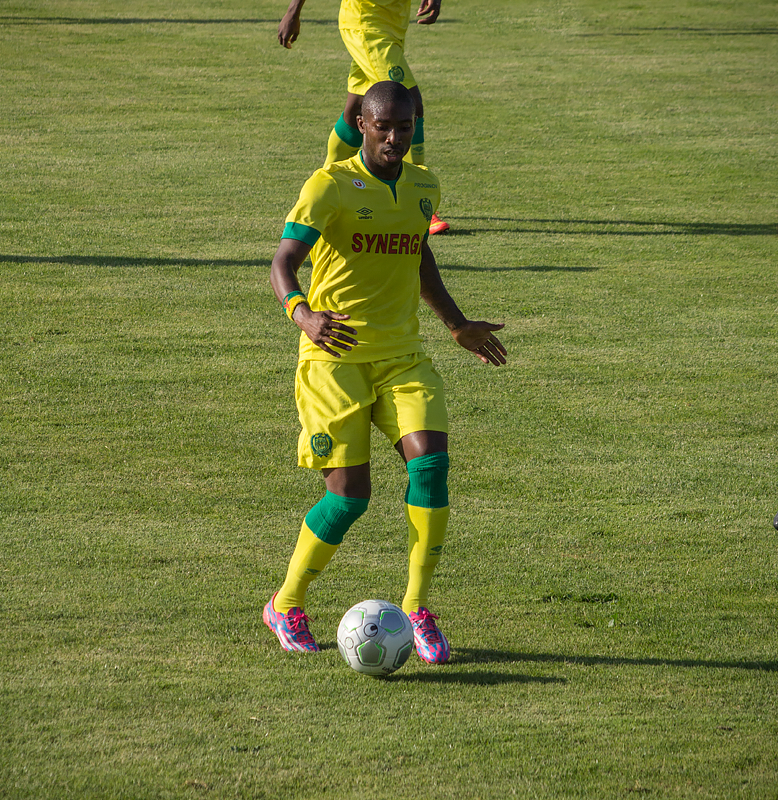
Serge Gakpé, ici au FC Nantes en 2014, refuse la sélection togolaise en 2006. Il l'acceptera néanmoins en 2009.

En décembre 2005, à la suite du tirage au sort de la Coupe du monde 2006, Stephen Keshi estime qu'« avant tout, [il] prépare l'équipe pour la CAN. C'est une échéance très importante lors de laquelle [il] espère que l'équipe va donner le maximum. Cela permettra également de corriger beaucoup de choses avant la Coupe du monde ».
Ainsi, plusieurs joueurs d'origine togolaise ou ayant des liens avec le Togo sont contactés en vue de la CAN 2006 mais aussi dans l'optique du Mondial allemand, principalement en France. Valérien Ismaël, est sondé mais ne se voit jouer que pour la France ou l'Allemagne,. L'ancien joueur de la réserve du Havre AC Franck Toye, Serge Akakpo de l'AJ Auxerre, le milieu du FC Bruxelles Musaba Selemani,, Charles Kokougan de l'AS Beauvais, Serge Gakpé de l'AS Monaco, le Castelroussin Razak Boukari, le joueur de Sheffield Wednesday Yoann Folly et le joueur de la réserve du PSG Jonathan Tokplé sont tous contactés mais refusent ou ne donne pas suite aux convocations,,.
Le sélectionneur Keshi souhaite sélectionner en priorité le défenseur expérimenté Kodjo Afanou des Girondins de Bordeaux, afin de consolider la défense togolaise, mais ce dernier refuse également.

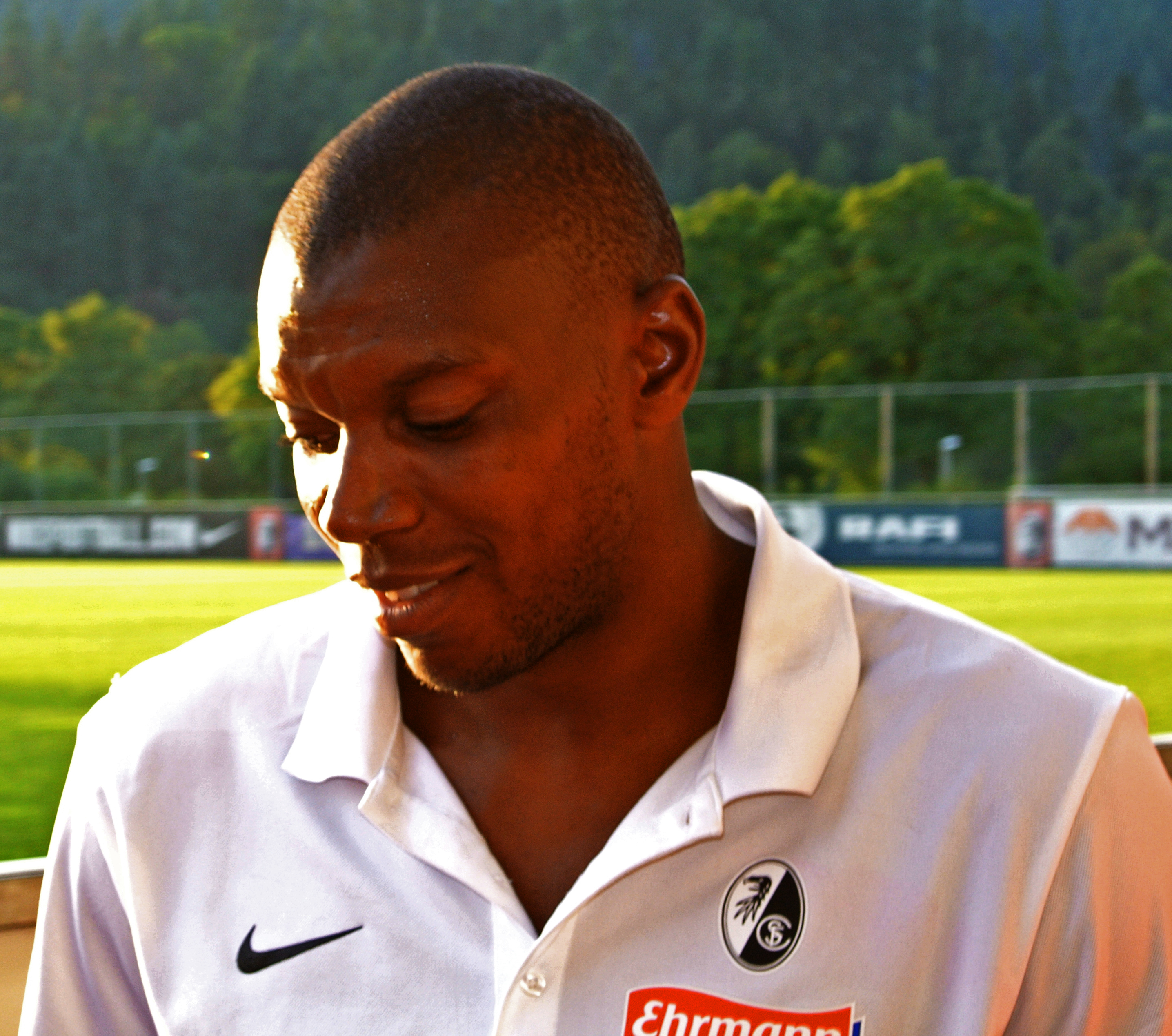
Prévu dans la liste des 23, Karim Guédé se blesse et déclare forfait. Il ne portera jamais le maillot togolais.

Comme son prédécesseur, Otto Pfister cherche à surveiller des joueurs titulaires ou en activité dans des clubs européens de première, deuxième ou troisième divisions afin de pouvoir bénéficier des meilleurs éléments pour les Éperviers. En parallèle, lors d'un stage organisé par la FTF entre les 23 et 30 mai 2006 à Lomé, cette détection s'opère aussi pour les joueurs évoluant dans des clubs africains. Seuls les gardiens Kodjovi Dodji Obilalé et Nimini Tchagnirou sont retenus.
La liste officielle doit être réalisée entre les 10 et 13 mai 2006, avant la communication officielle de la liste à la FIFA le 14 mai 2006. Otto Pfister est le dernier sélectionneur à avoir transmis la liste à la FIFA. Mais la blessure de Karim Guédé, contraint le sélectionneur à rappeler Franck Atsou, initialement réserviste,. Le 15 mai 2006, Otto Pfister, accompagné de ses adjoints Piet Hamberg et Kodjovi Mawuéna, annonce une liste composée de vingt-trois joueurs pour la Coupe du monde,. Parmi eux, seuls sept joueurs n'ont pas participé à la Coupe d'Afrique des nations 2006, à savoir Kuami Agboh, Thomas Dossevi, Robert Malm, Richmond Forson, Affo Érassa, Franck Atsou et Assimiou Touré.

## Préparation de la Coupe du monde

### Novembre 2005: tournoi test en Iran

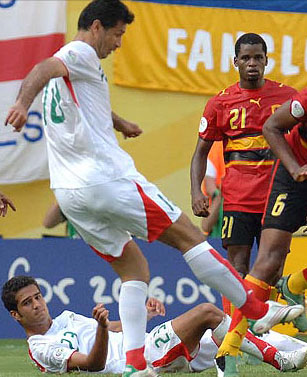
L'attaquant iranien Ali Daei, ici contre l'Angola lors du Mondial en Allemagne, inscrit un penalty contre le Togo après l'avoir retiré à trois reprises.

Comme préparation, en octobre 2005, les Togolais ont annulé un match amical contre le Japon à Tokyo, prévu le 16 novembre 2005 pour s'investir dans un tournoi organisé en novembre 2005 par l'Iran, appelé « Tournoi des quatre nations » ou « Tournoi pacifique de Téhéran ». Celui-ci consiste en un mini-tournoi à quatre équipes, à élimination directe.
L'Iran participe en tant que pays-hôte et l'un des premiers pays qualifiés à la Coupe du monde, le Togo, le Paraguay et la Macédoine avec une équipe B pour le tournoi complètent le tournoi. Ce tournoi est remporté par le Paraguay.
|  | Demi-finales               | Demi-finales               |                        |   | Finale                     | Finale                     |
|  | Demi-finales               | Demi-finales               |                        |   | Finale                     | Finale                     |
|  |                            |                            |                        |   |                            |                            |
|  | 11 novembre 2005 / Téhéran | 11 novembre 2005 / Téhéran |                        |   | 13 novembre 2005 / Téhéran | 13 novembre 2005 / Téhéran |
|  | 11 novembre 2005 / Téhéran | 11 novembre 2005 / Téhéran |                        |   | 13 novembre 2005 / Téhéran | 13 novembre 2005 / Téhéran |
|  | Paraguay                   | 4                          |                        |   | 13 novembre 2005 / Téhéran | 13 novembre 2005 / Téhéran |
|  | Paraguay                   | 4                          |                        |   | 13 novembre 2005 / Téhéran | 13 novembre 2005 / Téhéran |
|  | Togo                       | 2                          |                        |   | 13 novembre 2005 / Téhéran | 13 novembre 2005 / Téhéran |
|  | Togo                       | 2                          | Paraguay               | 1 |                            |                            |
|  | 11 novembre 2005 / Téhéran |                            | Paraguay               | 1 |                            |                            |
|  |                            | Macédoine B                | 0                      |   |                            |                            |
|  | Iran                       | Macédoine B                | 0                      | 1 |                            |                            |
|  | Iran                       |                            |                        | 1 |                            |                            |
|  | Macédoine B                | 2                          |                        |   |                            |                            |
|  | Macédoine B                | 2                          | Match pour la 3e place |   |                            |                            |
|  |                            |                            |                        |   |                            |                            |
|  | 13 novembre 2005 / Téhéran |                            |                        |   |                            |                            |
|  |                            |                            |                        |   |                            |                            |
|  | Iran                       | 2                          |                        |   |                            |                            |
|  | Iran                       | 2                          |                        |   |                            |                            |
|  | Togo                       | 0                          |                        |   |                            |                            |
|  | Togo                       | 0                          |                        |   |                            |                            |

Lors de la demi-finale, alors que les Iraniens affrontent la Macédoine B, les Togolais s'inclinent quatre buts à deux. Les buteurs paraguayens sont Dante López à deux reprises, Carlos Bonet et Julio dos Santos tandis que Mamam Cherif Touré et Robert Soulieman le sont pour le Togo.

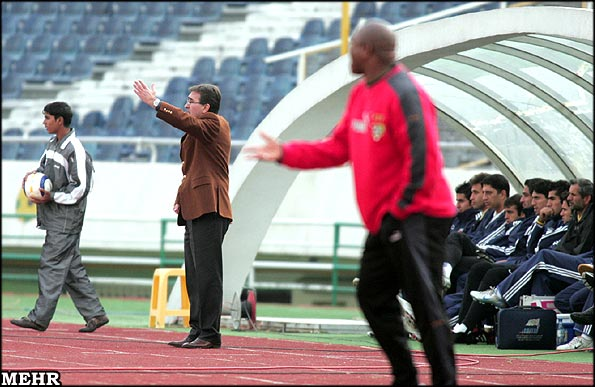
Les sélectionneurs de l'Iran et du Togo lors du match Iran-Togo (2-0), le 13 novembre 2005.

Lors du match pour la troisième place, ils s'inclinent contre l'Iran sur le score de 2-0. Les deux buts sont inscrits sur penalty. Le premier, inscrit par Ali Daei à la 11e minute, a été tiré trois fois : la première fois, le penalty est arrêté par le gardien togolais Nimini Tchagnirou mais est retiré car des joueurs sont entrés trop tôt dans la surface. La seconde tentative est marquée mais est annulée pour les mêmes raisons. Quant au second penalty, il est inscrit à la 58e minute par Vahid Hashemian.

### Participation à la CAN et controverse des primes non-versées

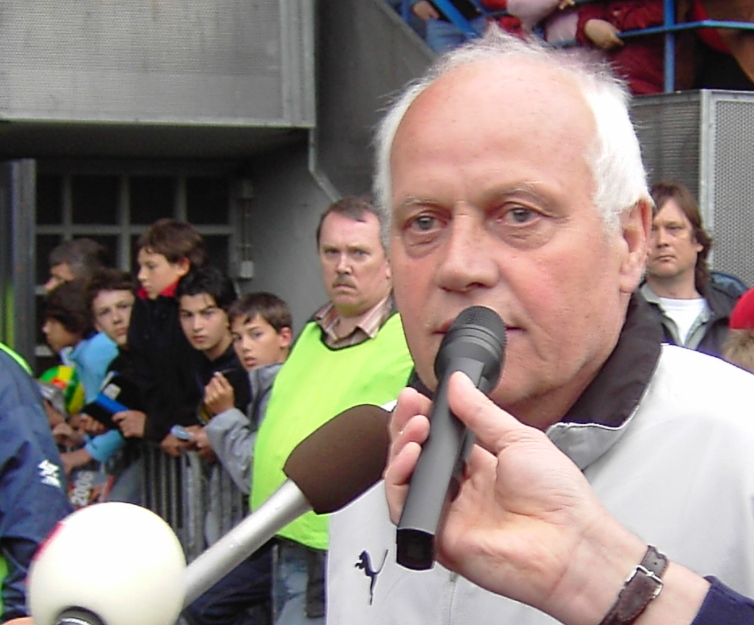
En février 2006, Otto Pfister prend les rênes d'une sélection troublée par l'affaire des primes non versées. Il démissionne le jour du début du Mondial, puis fait son retour trois jours plus tard.

La préparation à la Coupe d'Afrique des nations 2006 est perturbée à cause des problèmes de primes non-versées aux joueurs. Ces derniers réclament selon les sources deux millions ou vingt millions de francs CFA. Le problème est temporairement réglé grâce à la médiation d'une commission mise sur pied par les autorités togolaises et à la Fédération togolaise de football (FTF).
Une altercation entre Adebayor et le sélectionneur Stephen Keshi accentue les tensions dans l'effectif,. L'équipe perd contre l'Angola, la RD Congo et le Cameroun et est éliminée de la CAN prématurément.
Cela amène la FTF à licencier le sélectionneur Stephen Keshi le 14 février 2006, malgré la qualification pour la première fois du pays à une Coupe du monde. Cela perturbe « l'équilibre et la sérénité » de l'équipe togolaise. Les membres de la fédération hésitent alors entre l'Allemand Otto Pfister et le Serbe Bora Milutinović pour succéder au sélectionneur nigérian et choisissent finalement Pfister.

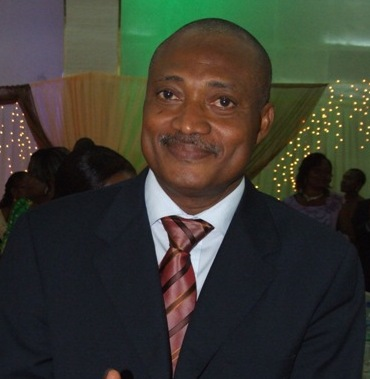
Le secrétaire général de l'UFC Jean-Pierre Fabre condamne cette crise, considérant cela comme une humiliation, une honte nationale.

Quelques jours avant le Mondial, la tension s'accentue : le président de la FTF Rock Balakiyèm Gnassingbé déclare irréaliste la prime de cent millions de francs CFA demandée par les joueurs, et en propose cinquante. Les difficultés de paiement des frais est le reflet du PIB du Togo, qui est alors de 1 202 931 millions de francs CFA. Après une chute du PIB ayant eu lieu entre 2003 et 2004, il repart en 2006 à la hausse (un taux de croissance nominal de 2,1%, avec 1 228 528 millions de francs CFA).
Le président Faure Gnassingbé et le premier ministre Edem Kodjo interviennent pour tenter de régler le problème sans succès. Cette crise est vécue comme « une humiliation, une honte nationale » comme l'affirme Jean-Pierre Fabre, le secrétaire général du parti politique national UFC. La population togolaise est exaspérée et déçue par le comportement de ses joueurs.
Même en cas d'élimination à l'issue du premier tour, la Fédération togolaise est assurée de toucher au moins de 3,79 millions d'euros de la part de la FIFA.
Lors de la démission du sélectionneur Otto Pfister le 9 juin 2006, comme le révèle le joueur Thomas Dossevi dans un entretien à Eurosport, les joueurs demandent « 80 000 euros de primes de participation par joueur » mais les dirigeants ne leur proposent que 30 000 euros. Les tensions liées aux primes s'éternisent, entraînent des suspensions d'entraînements et le problème n'est toujours pas réglé à la date du 10 juin 2006.

### Mai-juin 2006: préparation en Europe et tensions

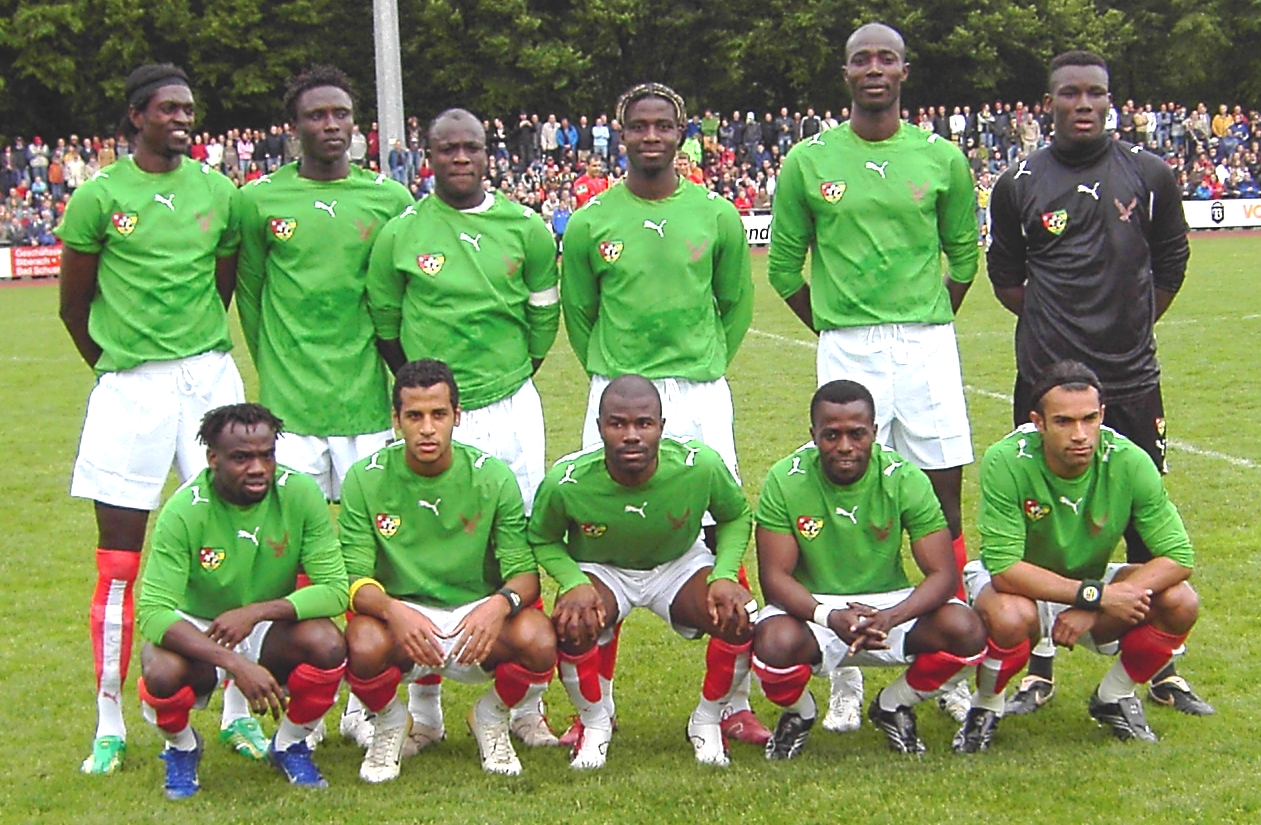
La sélection togolaise lors du match contre le club allemand du FV Olympia Laupheim (2-0), le 28 mai 2006.

Avant d'arriver en Allemagne, la sélection togolaise affronte le 14 mai 2006 dans la ville néerlandaise de Sittard la sélection saoudienne, aussi qualifiée pour le Mondial 2006. Elle s'incline un but à zéro, sur un but de Malek Maath.
L'équipe togolaise est la première formation à arriver en Allemagne, le 15 mai 2006, soit 25 jours avant le début de la compétition. Elle se base dans la ville de Wangen im Allgäu, dans le sud-est du Bade-Wurtemberg, et plus précisément dans l'Hôtel Waltersbühl ce que critiqua Thomas Dossevi concernant les conditions d'hébergement et de préparation offertes à sa sélection. La sélection est quasiment au complet, à part Emmanuel Adebayor, mobilisé par son club d'Arsenal dans le cadre de la finale de la Ligue des champions 2005-2006.
Comme toute équipe qualifiée pour le Mondial 2006, la sélection doit avoir un slogan qu'il doit faire figurer sur son bus,. Cela est le résultat d'un concours initié par le constructeur automobile sud-coréen Hyundai, qui est chargé de l'apposer sur les bus de chaque sélection dès le 22 mai 2006. Le slogan choisi pour le Togo est le suivant : « La rage de vaincre et la soif de réussir ! ».
Le premier entraînement a lieu le 17 mai et un planning de préparation est établi : 
- 23 mai à Aindling[94] : match contre le champion de Fußball-Regionalliga Sud, le FC Augsbourg ;
- 27 mai à Francfort : match contre la réserve du Bayern Munich ou le Costa Rica ;
- 2 juin à Vaduz : match contre le Liechtenstein ;
- 5 juin à Wangen : match contre un club de division inférieure.

Cependant, des modifications ont lieu : tout d'abord, ce n'est pas le champion de troisième division allemande FC Augsbourg que les Togolais affrontent mais une « sélection régionale », le BFV Auswahl, qu'ils battent sur le score de trois buts à deux le 23 mai (buts de Erassa, Kader et Olufadé),. Ensuite, le 28 mai, le Togo doit affronter soit la réserve du Bayern Munich, soit le Costa Rica mais il n'en est rien. Il s'agit du club de Verbandsliga Württemberg du FV Olympia Laupheim, et cela se solde par une victoire deux buts à zéro pour les Togolais devant 3 300 spectateurs. Les buts sont marqués par Kader et Adebayor. Ce match est qualifié par le sélectionneur de « victoire sans relief, mais nous avons beaucoup travaillé ces derniers jours et tout le monde n'était pas au mieux » physiquement et après avoir oublié les maillots qui ont été ramenés par la police,. Puis, le match du 2 juin à Vaduz ne change pas. Les Éperviers affrontent ainsi le Liechtenstein, s'imposant un but à zéro, grâce à Mohamed Kader à la 25e minute. Enfin, le match du 5 juin contre le FC Wangen se solde par une victoire des Éperviers sur le score de quatre buts à zéro,. Les buts sont inscrits par Adebayor, Dossevi, Kader et Senaya.
| Match amical | Togo    | 0 - 1   | Arabie saoudite |                                             |                                             |
| 14 mai 2006  |         | (0 - 0) | 85e Maath       | Wagner & Partners Stadion Sittard, Pays-Bas | Wagner & Partners Stadion Sittard, Pays-Bas |
| 14 mai 2006  | Rapport |         |                 | Wagner & Partners Stadion Sittard, Pays-Bas | Wagner & Partners Stadion Sittard, Pays-Bas |

| Match amical | BFV Auswahl                    | 2 - 3   | Togo                                |                     |                     |
| 23 mai 2006  | Häfele 27e · Suszko 68e (pen.) | (1 - 2) | 7e Érassa · 43e Kader · 60e Olufadé | Aindling, Allemagne | Aindling, Allemagne |
| 23 mai 2006  | Rapport                        |         |                                     | Aindling, Allemagne | Aindling, Allemagne |

| Match amical | FV Olympia Laupheim | 0 - 2   | Togo                    |                                                    |                                                    |
| 28 mai 2006  |                     | (0 - 1) | 7e Kader · 77e Adebayor | Biberach an der Riß, Allemagne Spectateurs : 3 300 | Biberach an der Riß, Allemagne Spectateurs : 3 300 |
| 28 mai 2006  | Rapport             |         |                         | Biberach an der Riß, Allemagne Spectateurs : 3 300 | Biberach an der Riß, Allemagne Spectateurs : 3 300 |

| Match amical | Liechtenstein | 0 - 1   | Togo      |                                                                                             |                                                                                             |
| 2 juin 2006  |               | (0 - 0) | 55e Kader | Rheinpark Stadion Vaduz, Liechtenstein Spectateurs : 2 700 Arbitrage : Robert Schörgenhofer | Rheinpark Stadion Vaduz, Liechtenstein Spectateurs : 2 700 Arbitrage : Robert Schörgenhofer |
| 2 juin 2006  | Rapport       |         |           | Rheinpark Stadion Vaduz, Liechtenstein Spectateurs : 2 700 Arbitrage : Robert Schörgenhofer | Rheinpark Stadion Vaduz, Liechtenstein Spectateurs : 2 700 Arbitrage : Robert Schörgenhofer |

| Match amical | FC Wangen | 0 - 4 | Togo                                |                             |                             |
| 5 juin 2006  |           |       | Adebayor · Dossevi · Kader · Sènaya | Wangen im Allgäu, Allemagne | Wangen im Allgäu, Allemagne |
| 5 juin 2006  | Rapport   |       |                                     | Wangen im Allgäu, Allemagne | Wangen im Allgäu, Allemagne |

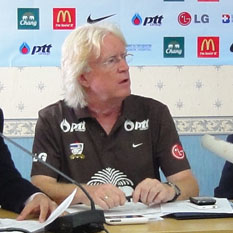
L'allemand Winfried Schäfer est contacté par la FTF pour reprendre les rênes de la sélection togolaise mais cela ne se fait pas.

Les conditions sont rudes durant ce stage : de fortes averses de grésil et une température inférieure à 10°C contraignent l'équipe à s'entraîner sur un terrain synthétique, puis l'adjoint néerlandais Piet Hamberg assure un intérim le 27 mai du fait que Otto Pfister soit malade (il revient le lendemain) et l'attaquant Richmond Forson attrape la varicelle, comme l'indique le médecin allemand Joachim Schubert, associé à l'encadrement médical de l’équipe.
Les tensions entre la FTF et les joueurs entraînent de mauvaises conditions de travail et engendrent le départ d'Otto Pfister le 9 juin, soit quatre jours avant la compétition. L'intérim est assuré alors par son adjoint Kodjovi Mawuéna. Comme l'explique Thomas Dossevi à RMC, « Otto Pfister et son adjoint ont démissionné ce soir. Le sélectionneur voulait que le problème des primes soit réglé avec nos dirigeants avant le 10 juin. Ce n'est pas le cas, il en a tiré les conséquences ». Dans l'urgence, la FTF négocie avec l'Allemand Winfried Schäfer pour récupérer le poste, « aux conditions voulues [par Schäfer] » mais cela ne donne rien. Cependant, les joueurs font tout pour faire revenir Pfister et cela l'incite à revenir le 12 juin, soit la veille du premier match.
De leur côté, les supporters togolais ont hâte de se rendre en Allemagne et dans les stades, mais ils sont appelés à la prudence par l'ambassadeur togolais en Allemagne Comla Paka, en raison de violences racistes contre les « touristes de football à la peau noire, dans la ville de Berlin ». Il rappelle que plusieurs personnes ont été « agressées ces derniers jours à Berlin dont un ressortissant togolais »,.

## Déroulement de la Coupe du monde: la découverte d'une grande compétition

### Tirage au sort
Le tirage au sort de la phase finale de la Coupe du monde est effectué le 9 décembre 2005 à Leipzig. Placé dans le deuxième chapeau, il comprend les équipes des confédérations africaine, sud-américaine et océanienne. Au moment du tirage, le Togo est la soixante-et-unième nation FIFA. Il hérite ainsi tête de série de la France (chapeau 1, 8e au classement FIFA), de la Suisse (chapeau 3, 35e) et de la Corée du Sud (chapeau 4, 29e), tous placés dans le groupe G.
Les différents sélectionneurs réagissent à ce tirage au sort. Le sélectionneur des Éperviers Stephen Keshi affirme que le Togo doit se donner à fond face à des équipes relevées et que c'est un bon apprentissage du haut niveau. Pour le sélectionneur de la Corée du Sud, le Néerlandais Dick Advocaat, c'est un bon tirage pour la Corée du Sud et, alors qu'il connaît très bien les sélections françaises et suisses pour les avoir scrutées, le Togo est au contraire « une formation qu'il connaît peu ». Pour le sélectionneur suisse Köbi Kuhn, la France part favorite et ce groupe est d'un niveau homogène. Néanmoins, le Togo est méconnu et la CAN 2006 est l'occasion d'étudier cette nation. Pour finir, le sélectionneur de la France Raymond Domenech déclare : « Le Togo, on connaît moins bien, à part son avant-centre [Emmanuel Adebayor]» et « le Togo, je vais le superviser pendant la Coupe d'Afrique des nations ». C'est ce qu'il a fait en supervisant à deux occasions les Éperviers : la première fois lors du match Togo-Guinée en région parisienne, puis lors de la CAN 2006 lors du match entre le Togo et l'Angola (défaite des Togolais 2-3 lors de la dernière journée du premier tour).

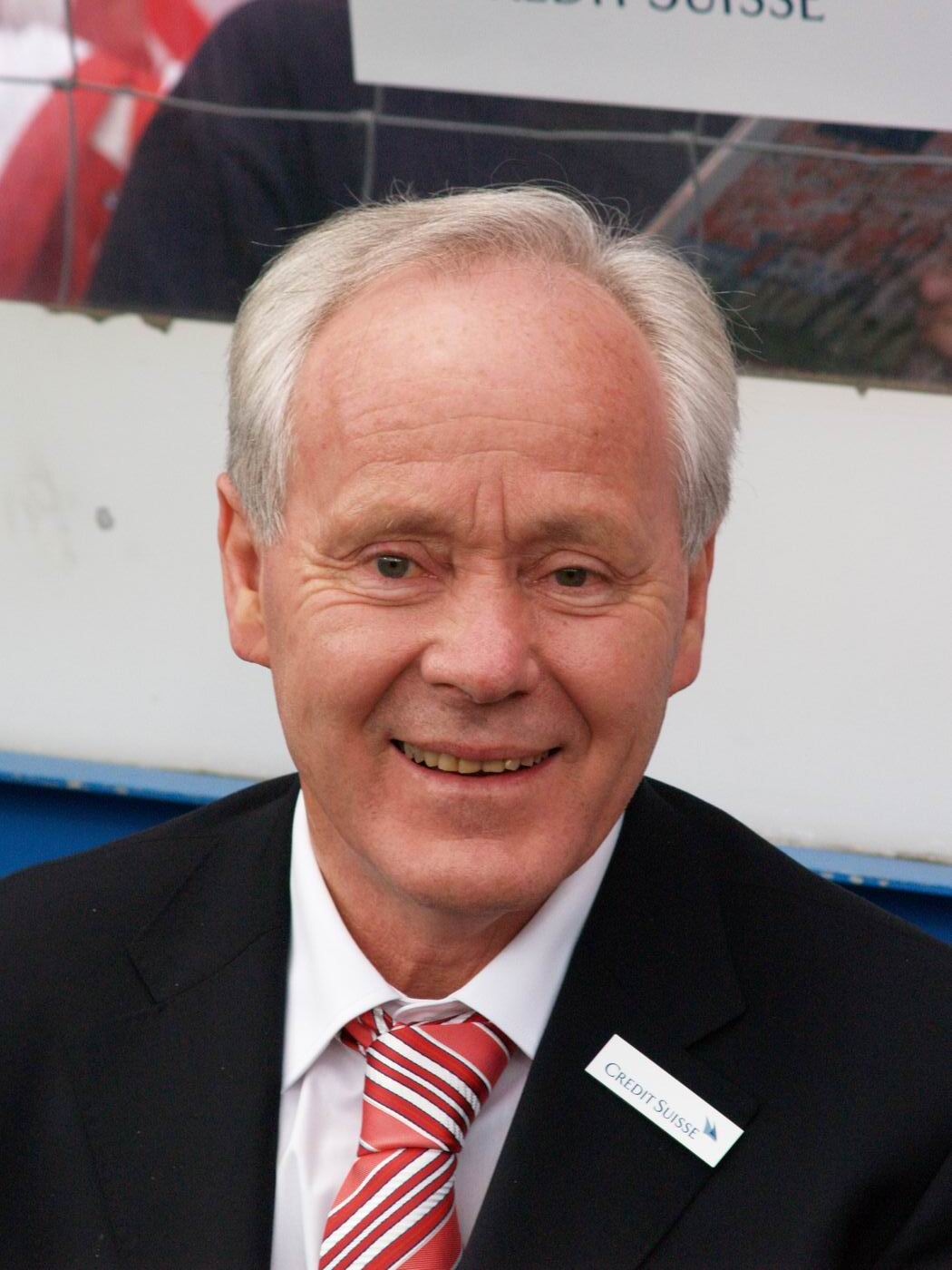
Köbi Kuhn, lors du match Suisse-Chine, le 3 juin 2006.
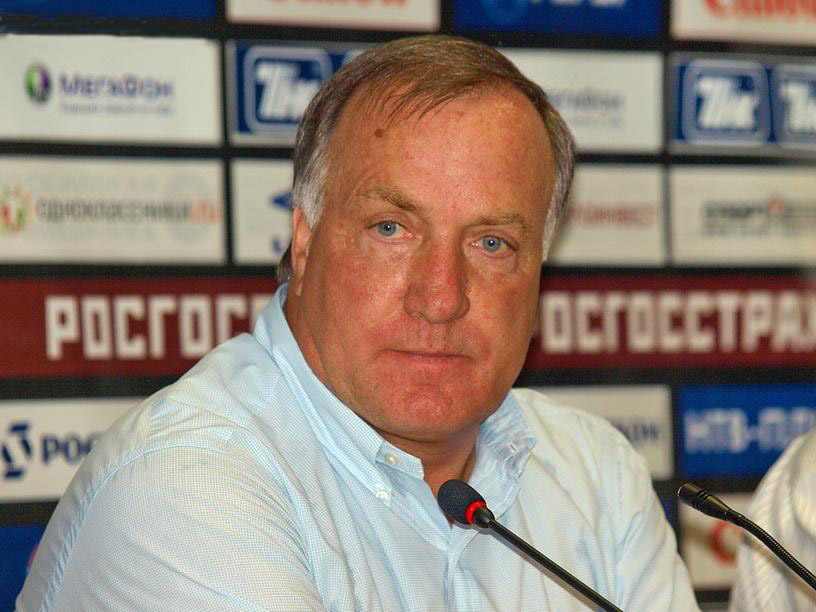
Dick Advocaat
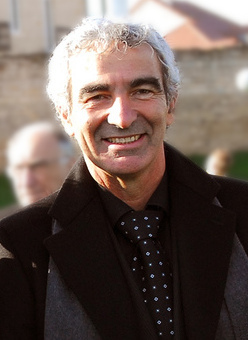
Raymond Domenech

La cote du Togo pour les bookmakers le 6 juin 2006 est de 384/1, à égalité avec l'Iran, l'Arabie saoudite, le Costa Rica et Trinité-et-Tobago, laissant peu d'espoirs de chance pour gagner la Coupe du monde. Seul l'Angola a une cote plus forte, à savoir 402/1.

### Équipement

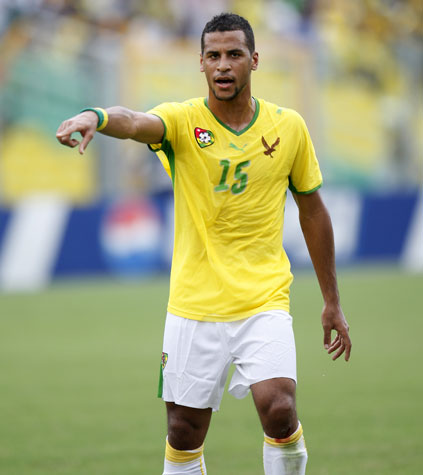
Le maillot du Togo pour la Coupe du monde 2006 est le même que celui porté ici par Alaixys Romao en 2009 contre le Maroc.

Pour la Coupe du monde 2006, l'équipementier Puma décide de confectionner le maillot de la sélection togolaise, qui reprend les couleurs du drapeau togolais (jaune, vert et rouge). Il fait de même avec les sélections italienne, angolaise, polonaise, suisse, tchèque, tunisienne, ghanéenne, ivoirienne, paraguayenne, iranienne et saoudienne, ce qui en fait l'équipementier le plus présent, devant Nike (8) et Adidas (6).
| Couleurs | Jaune et vert |
| Marque   | Puma          |
| Domicile | Extérieur     |

### Matchs

#### Première journée: Corée du Sud - Togo
| Match 14                                         | Corée du Sud                                                                                   | 2 - 1   | Togo      | FIFA WM Stadion Francfort, Francfort-sur-le-Main |                                              |
| 13 juin 2006 · 15:00 · Historique des rencontres | Lee Chun-soo 54e · Ahn Jung-hwan 72e                                                           | (0 - 1) | 31e Kader | Spectateurs : 48 000 Arbitrage : Graham Poll     | Spectateurs : 48 000 Arbitrage : Graham Poll |
| 13 juin 2006 · 15:00 · Historique des rencontres | (Rapport de la FIFA en anglais), (Rapport de la FIFA en coréen), (Rapport de KPNEWS en coréen) |         |           | Spectateurs : 48 000 Arbitrage : Graham Poll     | Spectateurs : 48 000 Arbitrage : Graham Poll |

| CORÉE DU SUD :  |    |                  |  |     |     |     |
|                 |    |                  |  |     |     |     |
| GB              | 1  | Lee Woon-jae (c) |  |     |     |     |
| ArD             | 6  | Kim Jin-kyu      |  |     | 45e |     |
| ArC             | 2  | Kim Young-chul   |  | 41e |     |     |
| ArG             | 4  | Choi Jin-cheul   |  |     |     |     |
| AiD             | 22 | Song Chong-gug   |  |     |     |     |
| MOf             | 17 | Lee Ho           |  |     |     |     |
| MOf             | 13 | Lee Eul-yong     |  |     | 68e |     |
| AiG             | 12 | Lee Young-pyo    |  |     |     |     |
| AtD             | 14 | Lee Chun-soo     |  | 51e |     | 54e |
| AC              | 19 | Cho Jae-jin      |  |     | 83e |     |
| AtG             | 7  | Park Ji-sung     |  |     |     |     |
| Remplacements : |    |                  |  |     |     |     |
| AC              | 9  | Ahn Jung-hwan    |  |     | 45e | 72e |
| MOf             | 5  | Kim Nam-il       |  |     | 68e |     |
| MOf             | 18 | Kim Sang-shik    |  |     | 83e |     |
| Sélectionneur : |    |                  |  |     |     |     |
| Dick Advocaat   |    |                  |  |     |     |     |

| TOGO :          |    |                     |  |          |     |     |
|                 |    |                     |  |          |     |     |
| GB              | 16 | Kossi Agassa        |  |          |     |     |
| ArD             | 5  | Massamesso Tchangaï |  | 90+2e    |     |     |
| ArC             | 3  | Jean-Paul Abalo (c) |  | 23e, 53e |     |     |
| ArC             | 2  | Daré Nibombé        |  |          |     |     |
| ArG             | 19 | Ludovic Assémoassa  |  |          | 62e |     |
| AiD             | 18 | Yao Junior Sènaya   |  |          | 55e |     |
| MDf             | 15 | Alaixys Romao       |  | 24e      |     |     |
| AiG             | 7  | Moustapha Salifou   |  |          | 86e |     |
| MJ              | 10 | Mamam Cherif Touré  |  |          |     |     |
| AtD             | 17 | Mohamed Kader       |  |          |     | 31e |
| AtG             | 4  | Emmanuel Adebayor   |  |          |     |     |
| Remplacements : |    |                     |  |          |     |     |
| MDf             | 23 | Assimiou Touré      |  |          | 55e |     |
| AC              | 13 | Richmond Forson     |  |          | 62e |     |
| MOf             | 6  | Yao Aziawonou       |  |          | 86e |     |
| Sélectionneur : |    |                     |  |          |     |     |
| Otto Pfister    |    |                     |  |          |     |     |

| Assistants : Philip Sharp Glenn Turner Quatrième arbitre : Jerome Damon Cinquième arbitre : Justice Yeboah Homme du Match : Ahn Jung-hwan |

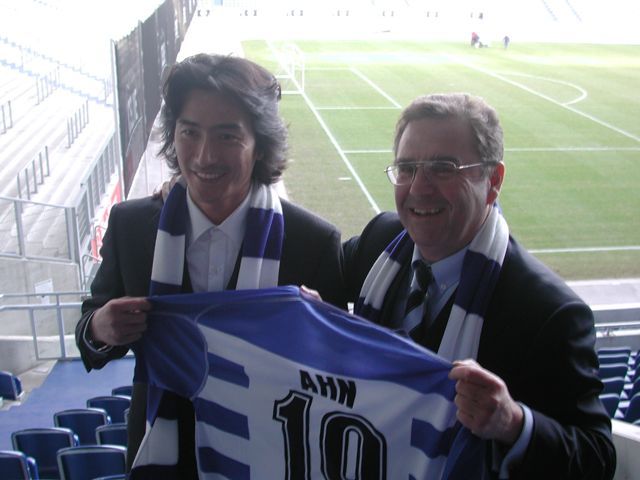
L'attaquant sud-coréen Ahn Jung-hwan inscrit le but victorieux contre le Togo à la.

Pour le premier match de l'histoire des Togolais en Coupe du monde, les Éperviers affrontent le demi-finaliste du dernier Mondial, la Corée du Sud. Ils sont à l'aise en début de rencontre, à l'image de Mohamed Kader, qui ouvre le score à la 31e minute : sur un contrôle du genou, il efface les deux défenseurs sud-coréens, puis réalise une frappe croisée qui surprend Lee Woon-jae. Les Togolais dominent la première période, comme le montre le coup franc de Yao Junior Sènaya à la 41e minute, claqué par le gardien sud-coréen alors que la frappe prenait le chemin des filets.
Le tournant du match se produit à la 53e minute lorsque le capitaine togolais, Jean-Paul Abalo, est exclu pour une faute volontaire sur Park Ji-sung. Sur le coup franc qui suit, Lee Chun-soo égalise. Malgré quelques occasions togolaises comme celle de Moustapha Salifou (63e minute), les Togolais cèdent à la 72e minute sur une frappe flottante de Ahn Jung-hwan.
Ce match est considéré par le sélectionneur du Togo comme « un match très équilibré », durant lequel « on n'a pas vu beaucoup de différences entre les deux équipes ». Il voit la première mi-temps comme plutôt bonne mais il concède que « les joueurs africains la jouent trop facile, ils croient avoir gagné avant le match. Tout le monde était trop confiant avant le match, même moi. Lorsqu'on prend un carton rouge, il n'y a pas grand chose à faire ». De plus, Ludovic Assemoassa, blessé durant le match, est opéré des ligaments du genou droit au lendemain de la rencontre, mettant fin à sa participation au Mondial.
Au passage, le fair-play des Togolais est valorisé par les journaux sud-coréens lorsque le Togolais Massamesso Tchangaï se met à masser les jambes du Sud-Coréen Lee Eul-Yong, alors que le score est d'un but partout. Ce geste est perçu comme honorable et respectueux, ce qui contraste avec la faute de Jean-Paul Abalo, lui causant un carton rouge.

#### Le Togo menace de déclarer forfait avant le match contre la Suisse

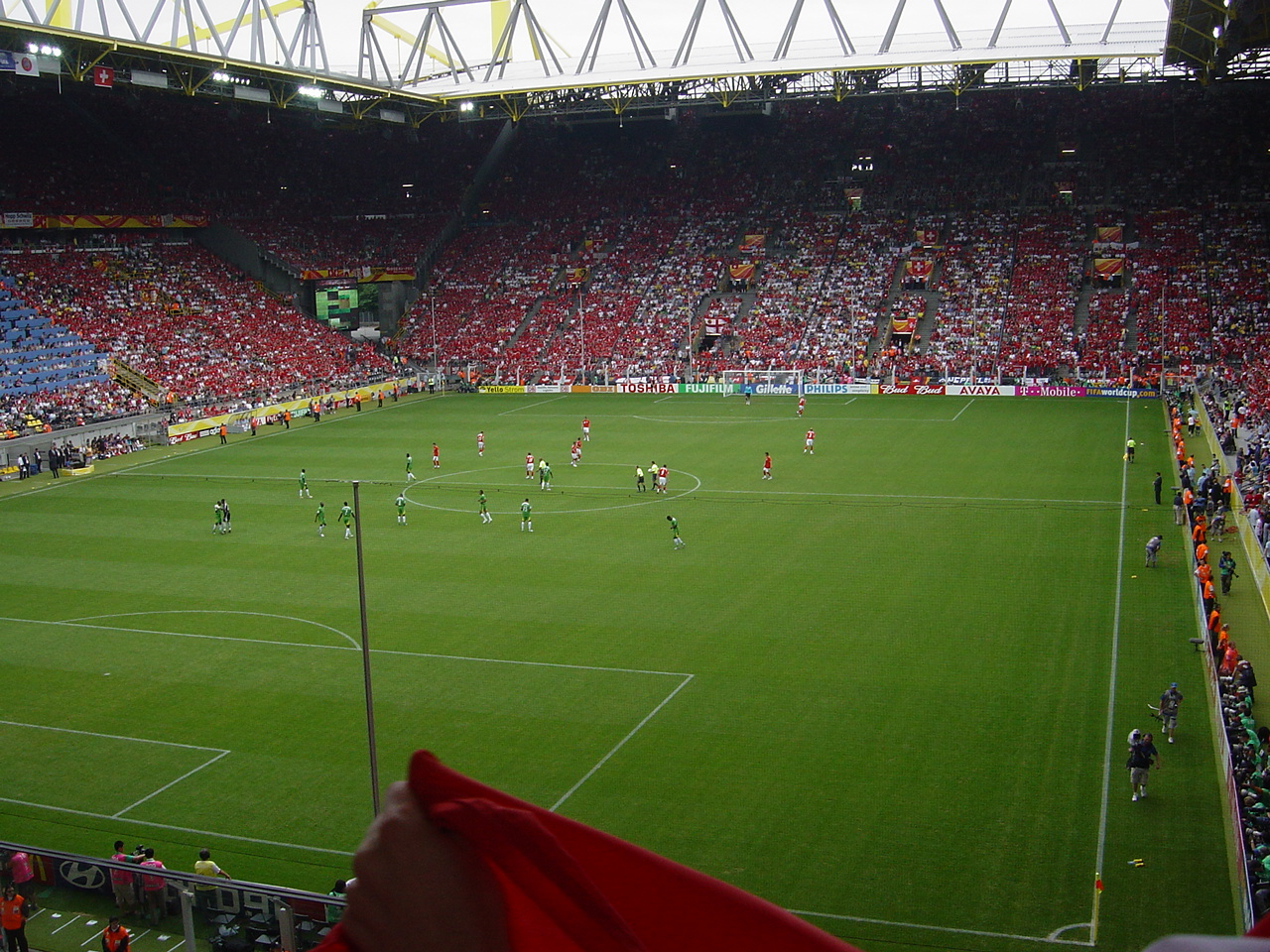
Photographie du match entre le Togo et la Suisse.

Le 15 juin à six heures du matin, un contrôle antidopage inopiné dirigé par la FIFA est organisé à l’hôtel de la sélection, pour quatre joueurs dont les identités n'ont pas été communiquées et les résultats se sont révélés négatifs,,.
Mais ce match contre la Suisse se fait dans un contexte de menace de boycott par les Togolais. Tout d'abord, les relations entre la fédération et le sélectionneur sont tendues, au point que le secrétaire général de la fédération togolaise, le général Komlan Assogbavi, accuse Otto Pfister d'être un alcoolique et un traître dans le but de le discréditer. Puis, les joueurs menacent de ne pas jouer contre la Suisse, à cause d'un manque de clarification de la part des dirigeants togolais, qui sont aux « abonnés absents » et refusent de payer les primes. Déjà le dimanche 18 juin, les joueurs de la sélection togolaise refusent de quitter leur hôtel pour aller prendre l'avion à destination de Dortmund, exigeant que la question des primes soit réglée sur le champ.
La FIFA, via son porte-parole Andreas Herren, rappelle le règlement et précise qu'un refus de jouer exposerait à des sanctions très graves, sans pour autant les citer.
Cependant, les sanctions présentes dans le règlement FIFA pour la Coupe du monde sont connues et incluses dans le sixième point des dispositions générales qui s'intitule « Cas des forfaits, sanctions pour refus de jouer, remplacements ».
Concernant l'aspect financier, deux alinéas précisent les sanctions encourues : 
- 3 : "[...]Toute association déclarant forfait dans les 30 jours précédant le début de la compétition finale ou durant la compétition finale elle-même est passible d’une amende allant de CHF 500 000 à CHF 1 000 000."
- 6 : "[...]toute association qui déclare forfait peut être contrainte à rembourser à l’association organisatrice et à la FIFA tous les frais déjà encourus par celles-ci pour sa participation à la compétition finale. Elle peut également être contrainte à verser des indemnités pour tout dommage ou toute perte éventuelle." ;

Concernant l'aspect sportif, les alinéas 7 et 8 clarifient aussi la situation : 
- 7 : "Si une équipe ne se présente pas à un match [...], l’équipe aura match perdu."
- 8 : "En principe, l’équipe fautive sera exclue de la compétition de sorte qu’aucun de ses matches ne sera pris en compte [...]. Elle devra verser à l’autre (aux autres) association(s) et à la FIFA une indemnité pour tout dommage ou perte subis. Par ailleurs, l’association fautive devra renoncer à toute indemnité de la part de la FIFA. D’autres mesures pourront être prises par la Commission d’Organisation."

En résumé, le Togo risque une forte amende, une exclusion du tournoi , l'annulation des résultats précédents et des dédommagements à la FIFA, aux Fédérations suisse et française.
Des discussions ont alors lieu avec la FIFA et son directeur de la communication, Markus Siegler, annonce : « [Je confirme] de manière officielle que la prime sera bien versée aux joueurs « en liquide et dans un lieu tenu secret » dans les prochains jours. Ce qui s'est passé avec le Togo ces dernières semaines n'était pas bien. J'espère que le Togo va maintenant se concentrer sur les aspects sportifs »". Grâce à cela, les Éperviers s'entraînent à 20 heures au lieu de 15h30 puis jouent le match, malgré l'absence du capitaine Abalo, expulsé lors du match précédent.
Les primes ont alors été versées à hauteur de 2,1 millions d'euros par trois acteurs : la FIFA verse 410 millions de francs CFA soit 625 000 euros, le gouvernement togolais à hauteur de 675 millions de francs CFA, soit un million d'euros et le sponsor Togo Télécom offre 350 millions de francs CFA soit 533 000 euros. En complément de ce versement de primes, le gouvernement togolais a alloué à la fédération 1,384 milliard de francs CFA soit 380 000 euros pour couvrir les frais de déplacement et de séjour de cent supporters togolais.

#### Deuxième journée: Togo - Suisse
| Match 30                                         | Togo                                     | 0 - 2   | Suisse                  | FIFA WM Stadion Dortmund, Dortmund               |                                                  |
| 19 juin 2006 · 15:00 · Historique des rencontres |                                          | (0 - 1) | 16e Frei · 88e Barnetta | Spectateurs : 65 000 Arbitrage : Carlos Amarilla | Spectateurs : 65 000 Arbitrage : Carlos Amarilla |
| 19 juin 2006 · 15:00 · Historique des rencontres | (Rapport de la FIFA), (Rapport de l'ASF) |         |                         | Spectateurs : 65 000 Arbitrage : Carlos Amarilla | Spectateurs : 65 000 Arbitrage : Carlos Amarilla |

| TOGO:           |    |                         |  |     |     |
|                 |    |                         |  |     |     |
| GB              | 16 | Kossi Agassa            |  |     |     |
| ArD             | 5  | Massamesso Tchangaï (c) |  |     |     |
| ArC             | 2  | Daré Nibombé            |  |     |     |
| ArC             | 13 | Richmond Forson         |  |     |     |
| ArG             | 23 | Assimiou Touré          |  |     |     |
| MDf             | 15 | Alaixys Romao           |  | 53e |     |
| AiD             | 9  | Thomas Dossevi          |  |     | 69e |
| MOf             | 10 | Mamam Cherif Touré      |  |     | 87e |
| AiG             | 8  | Kuami Agboh             |  |     | 25e |
| AtD             | 4  | Emmanuel Adebayor       |  | 47e |     |
| AtG             | 17 | Mohamed Kader           |  |     |     |
| Remplacements : |    |                         |  |     |     |
| AC              | 7  | Moustapha Salifou       |  | 45e | 25e |
| AC              | 18 | Yao Junior Sènaya       |  |     | 69e |
| AC              | 11 | Robert Malm             |  |     | 87e |
| Sélectionneur : |    |                         |  |     |     |
| Otto Pfister    |    |                         |  |     |     |

| SUISSE :        |    |                     |  |       |     |     |
|                 |    |                     |  |       |     |     |
| GB              | 1  | Pascal Zuberbühler  |  |       |     |     |
| ArD             | 23 | Philipp Degen       |  |       |     |     |
| ArC             | 20 | Patrick Müller      |  |       |     |     |
| ArC             | 4  | Philippe Senderos   |  |       |     |     |
| ArG             | 3  | Ludovic Magnin      |  |       |     |     |
| MDf             | 6  | Johann Vogel (c)    |  | 90+2e |     |     |
| AiD             | 16 | Tranquillo Barnetta |  |       |     | 88e |
| AiG             | 8  | Raphaël Wicky       |  |       |     |     |
| MJ              | 7  | Ricardo Cabanas     |  |       | 77e |     |
| AtD             | 9  | Alexander Frei      |  |       | 87e | 16e |
| AtG             | 10 | Daniel Gygax        |  |       | 46e |     |
| Remplacements : |    |                     |  |       |     |     |
| MOf             | 22 | Hakan Yakın         |  |       | 46e |     |
| AC              | 11 | Marco Streller      |  |       | 77e |     |
| AC              | 18 | Mauro Lustrinelli   |  |       | 87e |     |
| Sélectionneur : |    |                     |  |       |     |     |
| Köbi Kuhn       |    |                     |  |       |     |     |

| Assistants : Amelio Andino Manuel Bernal Quatrième arbitre : Mohamed Guezzaz Cinquième arbitre : Brahim Djezzar Homme du Match : Alexander Frei |

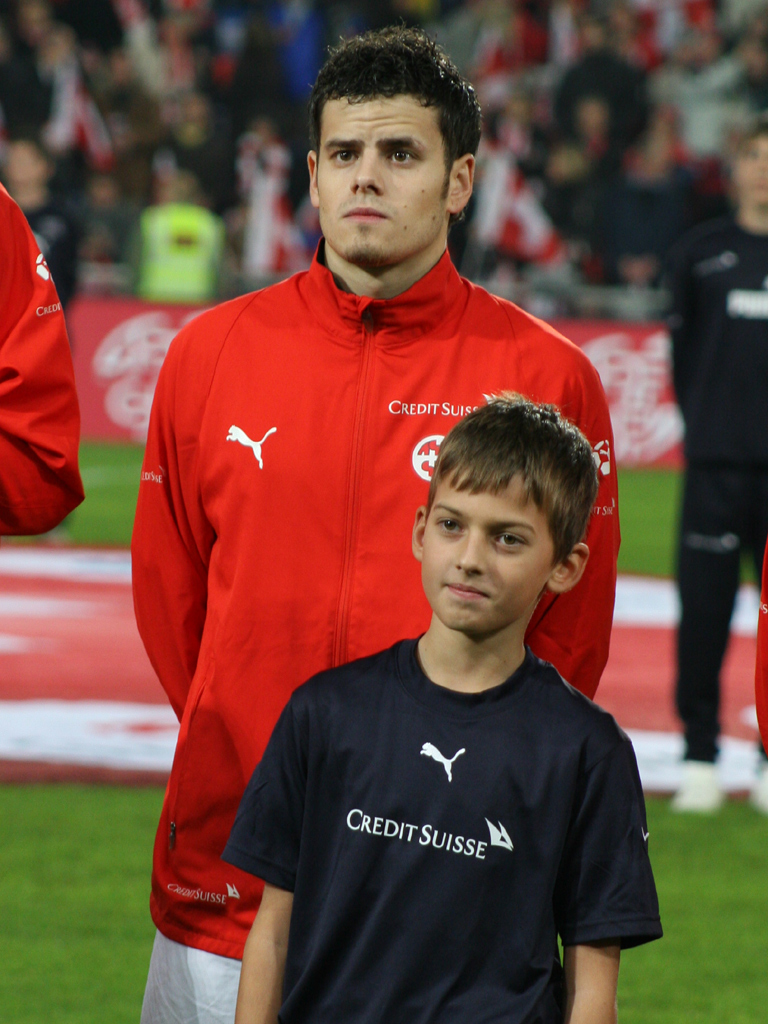
L'attaquant Tranquillo Barnetta inscrit le deuxième but suisse, qui assure la victoire et élimine le Togo du tournoi.

Le premier quart d'heure est disputé sur un rythme soutenu. La première offensive est togolaise sur un tir de Mohamed Kader. À la dixième minute, Emmanuel Adebayor manque le cadre à la suite d'une tête. Au quart d'heure de jeu, Kader Touré se joue de la défense centrale suisse, mais bute sur Zuberbuhler. La Suisse ouvre la marque à la seizième minute : Ludovic Magnin déboule sur l'aile gauche, centre au deuxième poteau pour Tranquillo Barnetta, remisant pour Alexander Frei. Ce dernier fusille Kossi Agassa. Durant la première mi-temps, les actions rapides d'Adebayor, de Cherif Touré et de Touré mettent à mal la charnière centrale Muller-Senderos sans pour autant céder : le gardien helvète doit s'interposer sur un tir de Kader Touré (26e) puis Dossevi, oublié au second poteau, frappe à côté (29e).

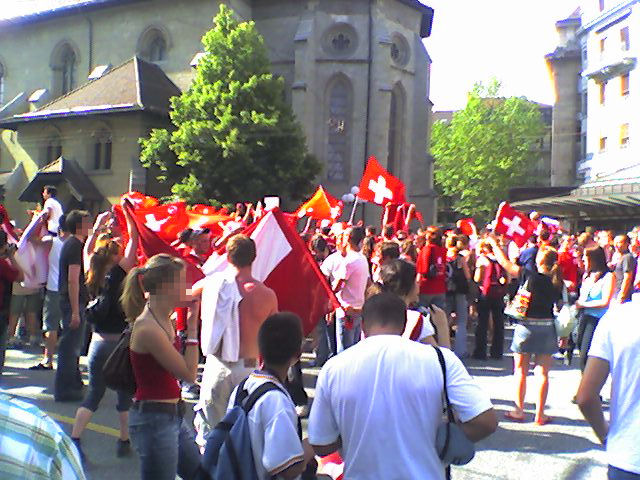
La joie des supporters helvètes à Lausanne après la victoire contre la Togo.

Durant la seconde période, les Togolais fournissent une prestation plus réussie que ce que l'on pouvait attendre, avec un jeu en redoublement de passes au milieu de terrain mais les Suisses accentuent les occasions face au but togolais, sans réussite. Alors que le dernier quart d'heure est plutôt togolais, les Suisses parachèvent la victoire à la 87e minute par Barnetta, sur une frappe croisée à l'angle de la surface de réparation, entrant avec l'aide du poteau.
La réaction d'Otto Pfister parle davantage des problèmes internes avec la fédération qui gangrènent les joueurs, les rendant nerveux, malgré un bon match. Avec cette défaite, le Togo est déjà éliminé de la course pour les huitièmes-de-finale.

#### Troisième journée: Togo - France
| Match 45                                         | Togo                                      | 0 - 2   | France                 | FIFA WM Stadion Köln, Cologne                    |                                                  |
| 23 juin 2006 · 21:00 · Historique des rencontres |                                           | (0 - 0) | 55e Vieira · 61e Henry | Spectateurs : 45 000 Arbitrage : Jorge Larrionda | Spectateurs : 45 000 Arbitrage : Jorge Larrionda |
| 23 juin 2006 · 21:00 · Historique des rencontres | (Rapport de la FIFA), (Rapport de la FFF) |         |                        | Spectateurs : 45 000 Arbitrage : Jorge Larrionda | Spectateurs : 45 000 Arbitrage : Jorge Larrionda |

| Togo | France |

| TOGO :          |    |                     |  |     |     |
|                 |    |                     |  |     |     |
| GB              | 16 | Kossi Agassa        |  |     |     |
| ArD             | 5  | Massamesso Tchangaï |  |     |     |
| ArC             | 3  | Jean-Paul Abalo (c) |  |     |     |
| ArC             | 2  | Daré Nibombé        |  |     |     |
| ArG             | 13 | Richmond Forson     |  |     |     |
| MDf             | 6  | Yao Aziawonou       |  | 38e |     |
| AiD             | 18 | Yao Junior Sènaya   |  |     |     |
| MOf             | 7  | Moustapha Salifou   |  | 88e |     |
| AiG             | 10 | Mamam Cherif Touré  |  | 44e | 59e |
| AtD             | 4  | Emmanuel Adebayor   |  |     | 75e |
| AtG             | 17 | Mohamed Kader       |  |     |     |
| Remplacements : |    |                     |  |     |     |
| MOf             | 14 | Adékambi Olufadé    |  |     | 59e |
| MOf             | 9  | Thomas Dossevi      |  |     | 75e |
| Sélectionneur : |    |                     |  |     |     |
| Otto Pfister    |    |                     |  |     |     |

| FRANCE:          |    |                    |  |     |     |     |
|                  |    |                    |  |     |     |     |
| GB               | 16 | Fabien Barthez     |  |     |     |     |
| ArD              | 19 | Willy Sagnol       |  |     |     |     |
| ArC              | 15 | Lilian Thuram      |  |     |     |     |
| ArC              | 5  | William Gallas     |  |     |     |     |
| ArG              | 13 | Mikaël Silvestre   |  |     |     |     |
| MDf              | 4  | Patrick Vieira (c) |  |     | 81e | 55e |
| MDf              | 6  | Claude Makélélé    |  | 30e |     |     |
| AiD              | 22 | Franck Ribéry      |  |     | 77e |     |
| AiG              | 7  | Florent Malouda    |  |     | 74e |     |
| AtD              | 20 | David Trezeguet    |  |     |     |     |
| AtG              | 12 | Thierry Henry      |  |     |     | 61e |
| Remplacements :  |    |                    |  |     |     |     |
| AC               | 11 | Sylvain Wiltord    |  |     | 74e |     |
| AC               | 9  | Sidney Govou       |  |     | 77e |     |
| MOf              | 18 | Alou Diarra        |  |     | 81e |     |
| Sélectionneur :  |    |                    |  |     |     |     |
| Raymond Domenech |    |                    |  |     |     |     |

| Assistants : Walter Rial Pablo Fandino Quatrième arbitre : Carlos Chandia Cinquième arbitre : Rodrigo Gonzalez Homme du match : Patrick Vieira |

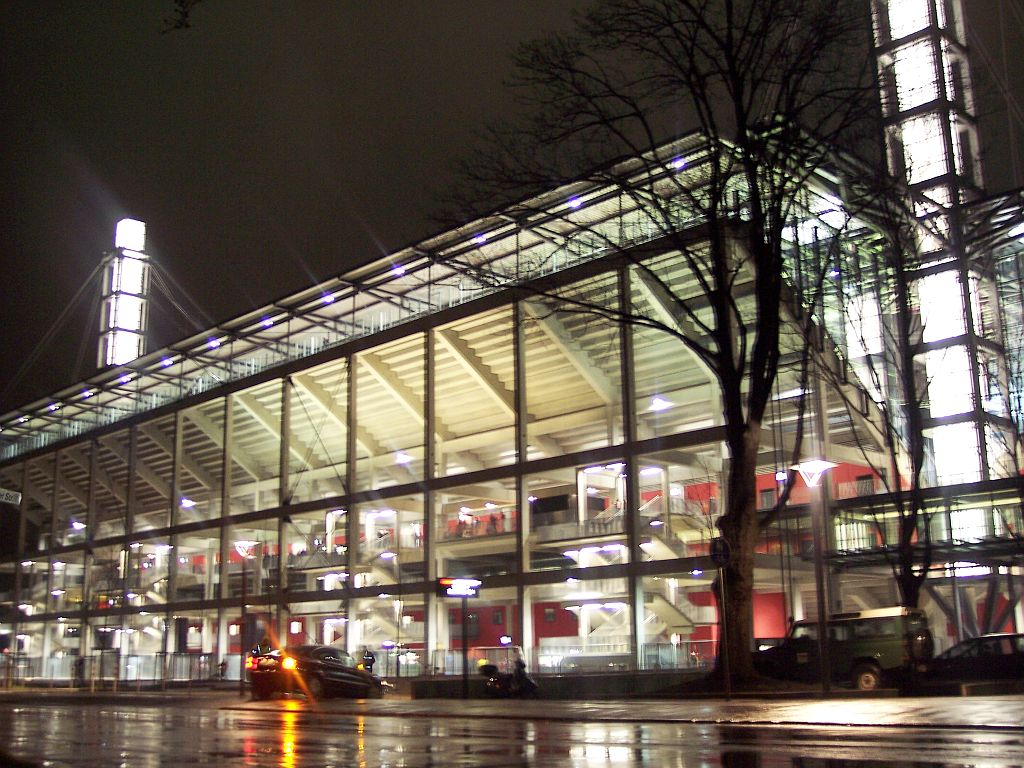
Le FIFA WM Stadion Köln, théâtre de la confrontation entre le Togo et la France (0-2).

Comme Abidal et Zidane sont suspendus, les Togolais sont confiants et veulent rééditer l'exploit des Sénégalais (0-1 en 2002). Avant le match, le Franco-Togolais Robert Malm affirme au journal Libération le 23 juin 2006 : « Si on tient assez longtemps sans encaisser un but, les Français vont s'énerver, et ce sera à nous d'en profiter... ». Ce match pour l'honneur a une importance symbolique pour les Togolais, puisque la France est l'ancienne puissance coloniale qui s'était vue attribuer la moitié du territoire togolais par un mandat de la SDN entre 1920 et 1960 et que seize des vingt-trois joueurs sont nés, jouent ou ont joué en France.
Les Togolais, déjà éliminés, résistent longtemps à la domination française. Le gardien Kossi Agassa réalise des arrêts importants, déroutant les Français (six arrêts en première période), dont à la 38e minute un sauvetage sur sa ligne. Les Togolais ont quelques occasions par Yao Junior Sènaya à la neuvième minute, Emmanuel Adebayor à la douzième minute (dans le petit filet) et par Mohamed Kader à la 27e minute sur une frappe à ras-de-terre arrêtée par Barthez. De même, la défense togolaise piège l'attaque française par un hors-jeu, invalidant le but de David Trezeguet à la quatorzième minute.
Après une première période crispante, Vieira est l'auteur du premier des deux buts (à la 55e minute) et à l'origine d'une passe décisive à Henry pour le second. Pour les Togolais, Emmanuel Adebayor manque de peu l’égalisation une minute après le but français.

## Après la Coupe du monde: des tensions en coulisses

### Bilan de la Coupe du monde

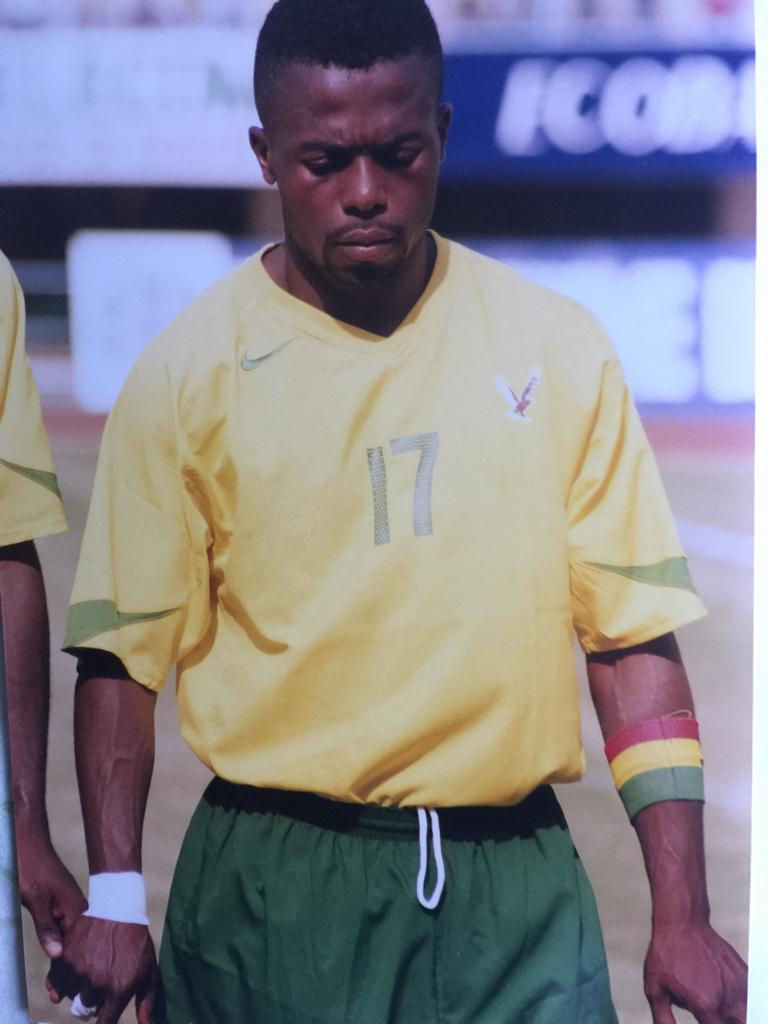
Mohamed Kader est l'unique buteur de la sélection togolaise en Coupe du monde.

Le bilan de ce Mondial 2006 pour les Éperviers est d'un but inscrit par Mohamed Kader, faisant de lui le seul buteur de la sélection togolaise en Coupe du monde. Quant au classement complet des 32 équipes ayant participé au tournoi prend en compte, en plus du stade de la compétition atteint, le nombre total de points obtenus, puis la différence de buts et enfin le nombre de buts inscrits. Le nombre de points est calculé de la même manière que pour le premier tour, à savoir en attribuant trois points pour un match gagné, un point pour un match nul et aucun point pour une défaite. Dans ce classement, le Togo est classé à la 30e place, devant le Costa Rica et la Serbie-et-Monténégro.
Fin du classement FIFA pour la Coupe du monde 2006
| Place | Sélection nationale  |
| ----- | -------------------- |
| 28    | Japon                |
| =     | Arabie saoudite      |
| 30    | Togo                 |
| 31    | Costa Rica           |
| 32    | Serbie-et-Monténégro |

La FIFA indique dans le rapport de la compétition concernant la prestation du Togo : « La préparation du Togo a été perturbée par diverses querelles. Pourtant, l'équipe n'a démérité dans aucun de ses trois matchs, a montré de la volonté et tout son talent technique ». Cela est confirmé par le joueur togolais Moustapha Salifou qui déclare : « S'il n'y avait pas eu tout ce chaos ambiant, nous aurions pu montrer de belles choses. Mais au moins, nous avons beaucoup appris ».
La FIFA verse une somme de 332 millions de francs suisses aux équipes participantes, soit 214,3 millions d'euros. Chaque équipe participante reçoit un million de francs suisses pour financer sa préparation de la compétition. Le montant restant est réparti en fonction du classement des équipes. Les équipes classées de la 17e à la 32e perçoivent six millions de francs suisses chacune. La FIFA prend en charge les frais de voyage des délégations composées de 45 personnes chacune, ainsi qu'une partie des frais d'hébergement,. Comme le dit Richmond Forson dans une interview au journal breton Le Télégramme, parue le 27 novembre 2007, « je gagnais 2 000 euros au Poiré et on touchait 9 000 euros par victoire lors des matchs de préparation et chaque joueur a gagné 75 000 euros au Mondial. ».
La performance des Togolais permet aux Éperviers d'accéder à la 46e place du classement FIFA, ce qui constitue le meilleur classement de la sélection togolaise.

### Les primes: un problème récurrent au Togo

#### Positions de la FTF et exclusion d'Adebayor

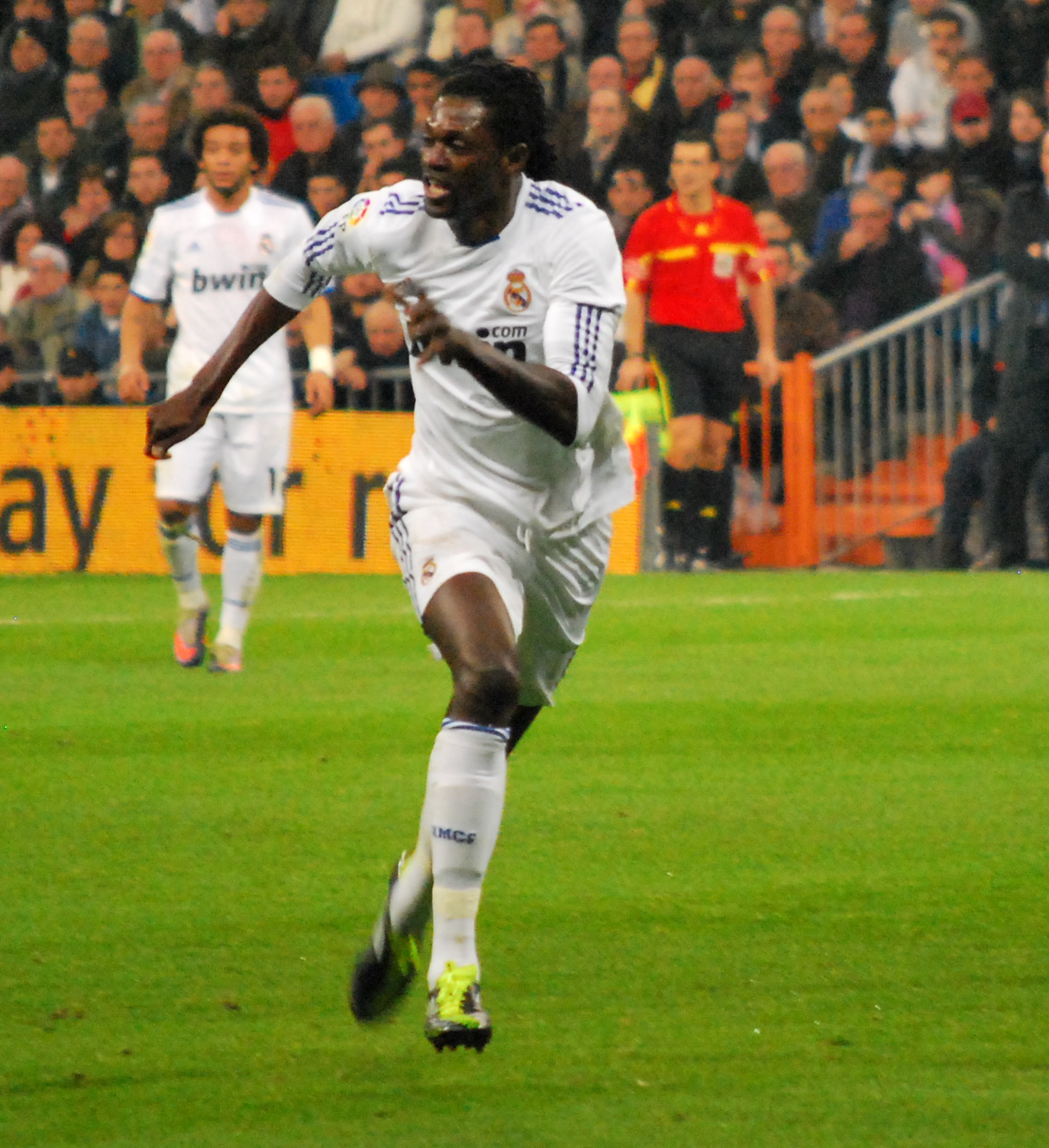
Adebayor révèle que le problème des primes est encore d'actualité en 2007, puis est exclu par sa fédération afin d'étouffer l'affaire. Il sera rappelé au nom de l'intérêt du pays.

Le parcours du Togo est terni par des problèmes de primes non versées, affectant l'équipe. Au sein de la FTF, sept membres du bureau exécutif font part de leur démission le vendredi 15 juillet 2006, dont le deuxième vice-président et le secrétaire général,. Puis, le sélectionneur allemand Otto Pfister part pour le club soudanais d'Al Merreikh Omdurman et est remplacé le 30 décembre 2006 par le Français Patrice Neveu.
Comme le révèle Emmanuel Adebayor, alors joueur d'Arsenal, en mars 2007, le problème des primes n'est pas réglé. Les joueurs réclameraient les 30 millions de francs CFA restants sur les 80 promis par la fédération. Cette crise touche aussi les moins de 17 ans togolais, qualifiés pour leur Mondial 2007 en Corée du Sud, qui se mettent en grève en août 2007.
Cette tension entraîne les exclusions d'Adebayor, de Mohamed Kader et de Daré Nibombé de la sélection togolaise en mars 2007, après le match des éliminatoires pour la CAN 2008, entre le Togo et la Sierra Leone, à cause de primes impayés. La fédération leur demande de tourner la page, ce qu'ils refusent. Ils sont réintégrés trois mois plus tard « dans l'intérêt supérieur de la nation ». Lors de l'après-match, la victoire togolaise est occultée par le crash d'un hélicoptère, faisant vingt-deux morts, dont le ministre des sports togolais Richard Attipoé, faisant la liaison entre Freetown et l'aéroport de Lungi. Les Éperviers attendent le vol suivant quand l'hélicoptère s'écrase.
Le Togo ne se qualifie pas pour la CAN 2008, échoue aux qualifications pour le Mondial 2010 mais réussit à se qualifier pour la CAN 2010 en Angola. La sélection déclare forfait à cause de l'attaque du bus togolais dans l'enclave de Cabinda.

#### Conséquences

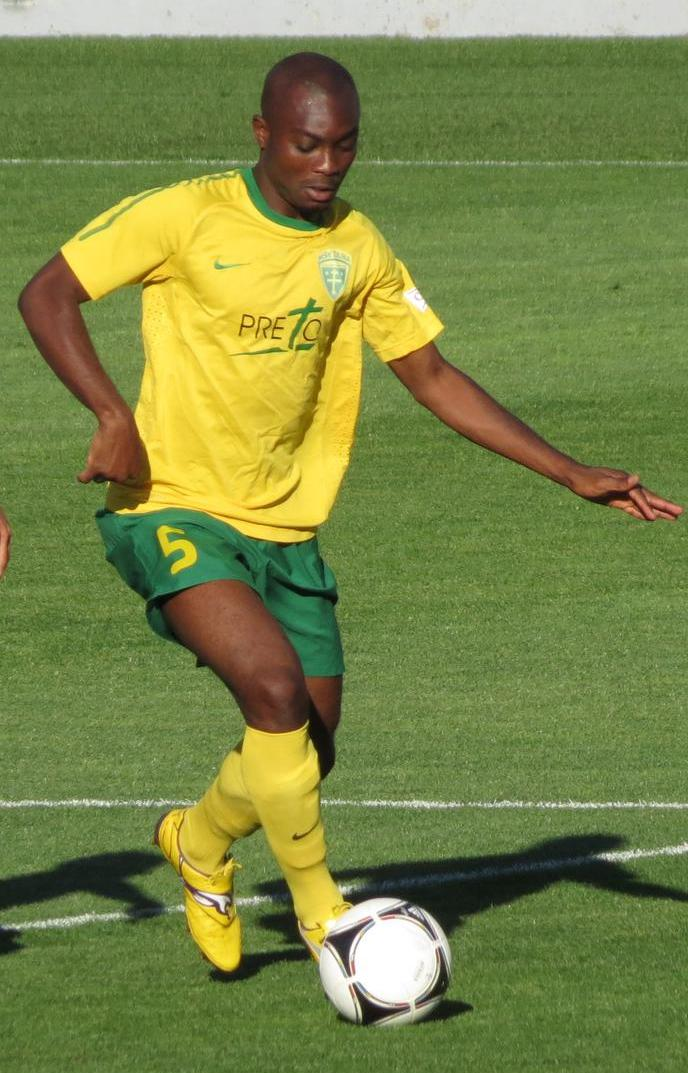
Le capitaine Serge Akakpo fait une lettre en octobre 2015 pour dénoncer la mauvaise gouvernance de la FTF.

La mésaventure concernant les impayés de primes et de salaires est aussi arrivée au sélectionneur du Togo depuis mai 2008, le Français Henri Stambouli, qui connaît les mêmes problèmes de non-paiement (salaires et primes non payés pour la somme de 21 millions de francs CFA) et démissionne de son poste en août 2008.
Puis l'affaire du « Bahreïngate » met à mal le football togolais : le 7 septembre 2010, le Bahreïn affronte le Togo et gagne facilement trois buts à zéro, à tel point que le sélectionneur de Bahreïn Josef Hickersberger affirme que « l’équipe togolaise était des plus mauvaises et que le match a été une « pure perte de temps », ». Mais il s'avère que c'est une escroquerie montée par Bana Tchanilé, alors que la FTF n'est pas au courant de ce match. Le tout, à un moment où la FTF est dirigée par un comité intérimaire, mis en place en décembre 2009 par la FIFA, après des tensions avec le président d'alors, Rock Gnassingbé.

De même, en octobre 2015, l'annulation du match de préparation contre l’Égypte ainsi que l'organisation des matchs comptant pour les éliminatoires de la coupe du monde 2018 amènent les joueurs à envoyer une lettre rédigée par le capitaine Serge Akakpo au comité de normalisation de la Fédération togolaise de football et au ministère de la Jeunesse et des Sports pour dénoncer la mauvaise gestion de la part de la FTF. L'épisode de 2006 est mentionné à la fin de la lettre, montrant que les problèmes sont toujours légions au sein de la FTF : « Par-dessus tout, nous sommes là pour écrire l'histoire du football togolais, qui constitue aussi l'histoire du pays, comme l'ont fait nos grands frères en se qualifiant pour la Coupe du monde 2006, et montrer au monde entier que ce petit pays n'est petit que par sa taille. Mais parlant justement de 2006 (ma première sélection date d'août 2008) et cette coupe du monde qui était censée nous propulser comme nos voisins ghanéens ou ivoiriens, force est de constater que depuis 9 ans, à l'exception de quelques victoires isolées, nous vivons un réel cauchemar qui ne fait que se répéter. C'est comme si finalement le Togo n'était associé qu'aux drames dans le football mondial... »

## Hommage à la «génération 2006»
En marge de la sixième Nuit du Football africain, le 27 octobre 2019 à Lomé, pour marquer la fin de la rénovation du stade de Kégué, en présence du président togolais Faure Gnassingbé, un match de gala est organisé à 15h30 entre les légendes togolaises (joueurs de l'épopée 2006) face aux légendes africaines.
Les joueurs mobilisés pour ce match de gala sont répartis en deux entités :  
- Légendes togolaises de la génération 2006[170] : Kossi Agassa, Éric Akoto, Franck Atsou, Mohamed Kader, Thomas Dossevi, Yao Junior Sènaya, Moustapha Salifou, Jean-Paul Abalo, Emmanuel Adebayor, Daré Nibombé, Mamam Cherif Touré, Adékanmi Olufadé ont participé au Mondial 2006. Pour Lantame Ouadja et Djima Oyawolé, les deux ont disputé les éliminatoires et le second s'est blessé à la cuisse en janvier 2006 et n'a pas pu participer au Mondial. Quant à Amavi Agbobli-Atayi[note 25], Komlan Amewou, Euloge Ahodikpe [note 26]et Sunu Mawuli[note 27] complètent la liste.
- Légendes africaines : les Camerounais Patrick Mboma, Joseph-Antoine Bell, Samuel Eto'o, les Nigérians Daniel Amokachi, Jay-Jay Okocha, Nwankwo Kanu, l'Ivoirien Didier Drogba, l’Égyptien Mohamed Aboutrika, le Sénégalais El-Hadji Diouf, le Ghanéen Abedi Pelé, le Congolais (RDC) Shabani Nonda, le Malien Seydou Keita et Thierno Seydi[171].

Lors de ce match, durant la première mi-temps, le Camerounais Patrick Mboma ouvre la marque sur coup franc direct, puis l’Égyptien Aboutrika aggrave la score, mais avant la mi-temps, Adékanmi Olufadé réduit la marque. Après quarante-cinq minutes, les légendes africaines mènent deux buts à un. La deuxième période se résume par une domination des Togolais : le meilleur buteur de la sélection Mohamed Kader égalise, puis Adékanmi Olufadé donne l'avantage avant que Sunu Mawuli termine le travail. Le score final est de quatre buts à deux pour les légendes togolaises de 2006.
Le public, venu en nombre, jubile devant la génération 2006, grâce à sa victoire, ce qui réveille à la fois la nostalgie et en même temps fait oublier la méforme de la sélection depuis la CAN 2013, comme le crie haut et fort Mohamed Kader dans un entretien d'après-match : « Il ne faut pas être allergique aux mots, il ne faut pas avoir peur des mots. Franchement le football togolais, actuellement, n’est plus du tout ça. Il faut qu’on se dise la vérité… je ne regarde plus les matchs, je suis juste les résultats. Il faut chercher les armes là où il faut pour faire face à cette adversité qui freine le football togolais. ».